# Dongfeng Motor Corporation
Pour les articles homonymes, voir Dongfeng et DFM.

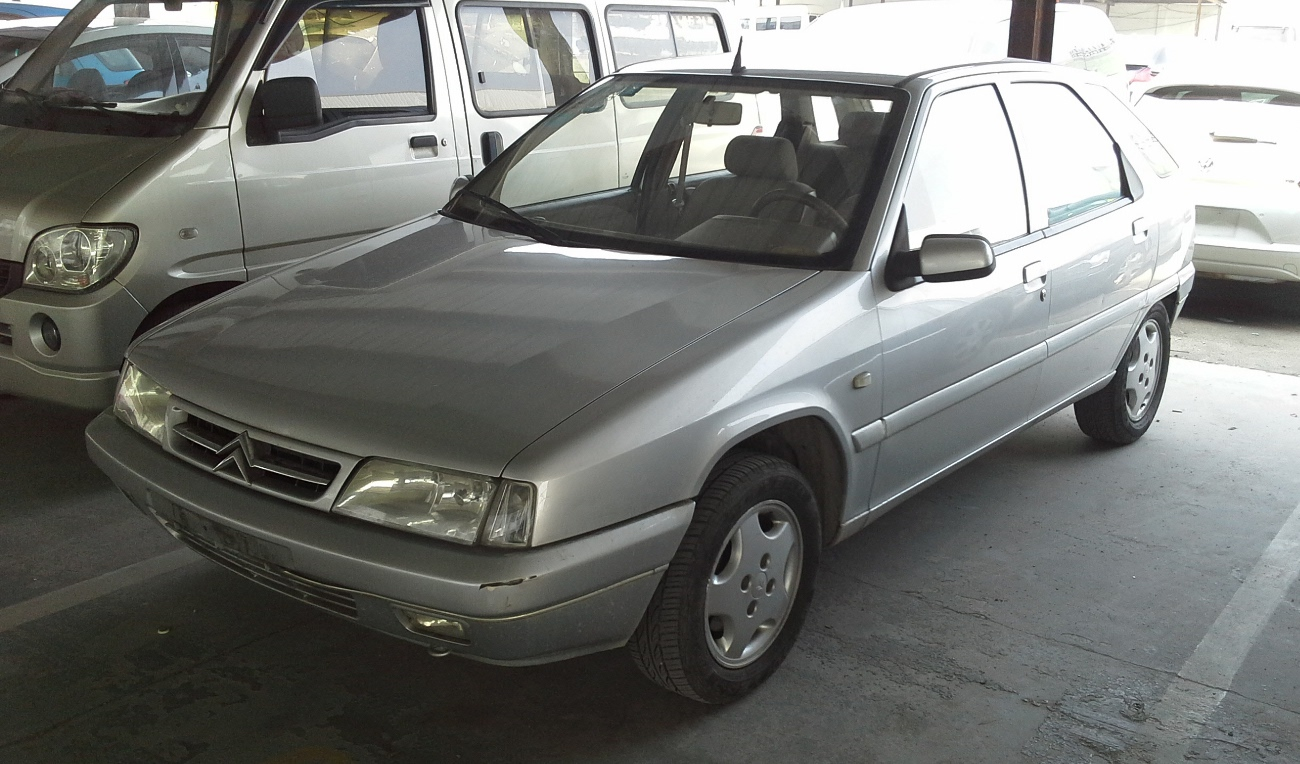
Une Citroën Fukang 5 portes, vendue en Chine

Dongfeng Motor Corporation (chinois : 东风汽车公司 ; pinyin : Dōngfēng Qichē Gōngsī) est une entreprise chinoise qui fabrique des bus, des camions et des voitures en partie sous son nom et en partie dans des coentreprises avec diverses entreprises. À la fin de 2004, Dong Feng Motors employait 106 000 salariés.
Le groupe Dongfeng est le deuxième constructeur automobile chinois, derrière la SAIC, avec 3,810 millions de véhicules vendus en 2014.

## Histoire

### Contexte et fondation

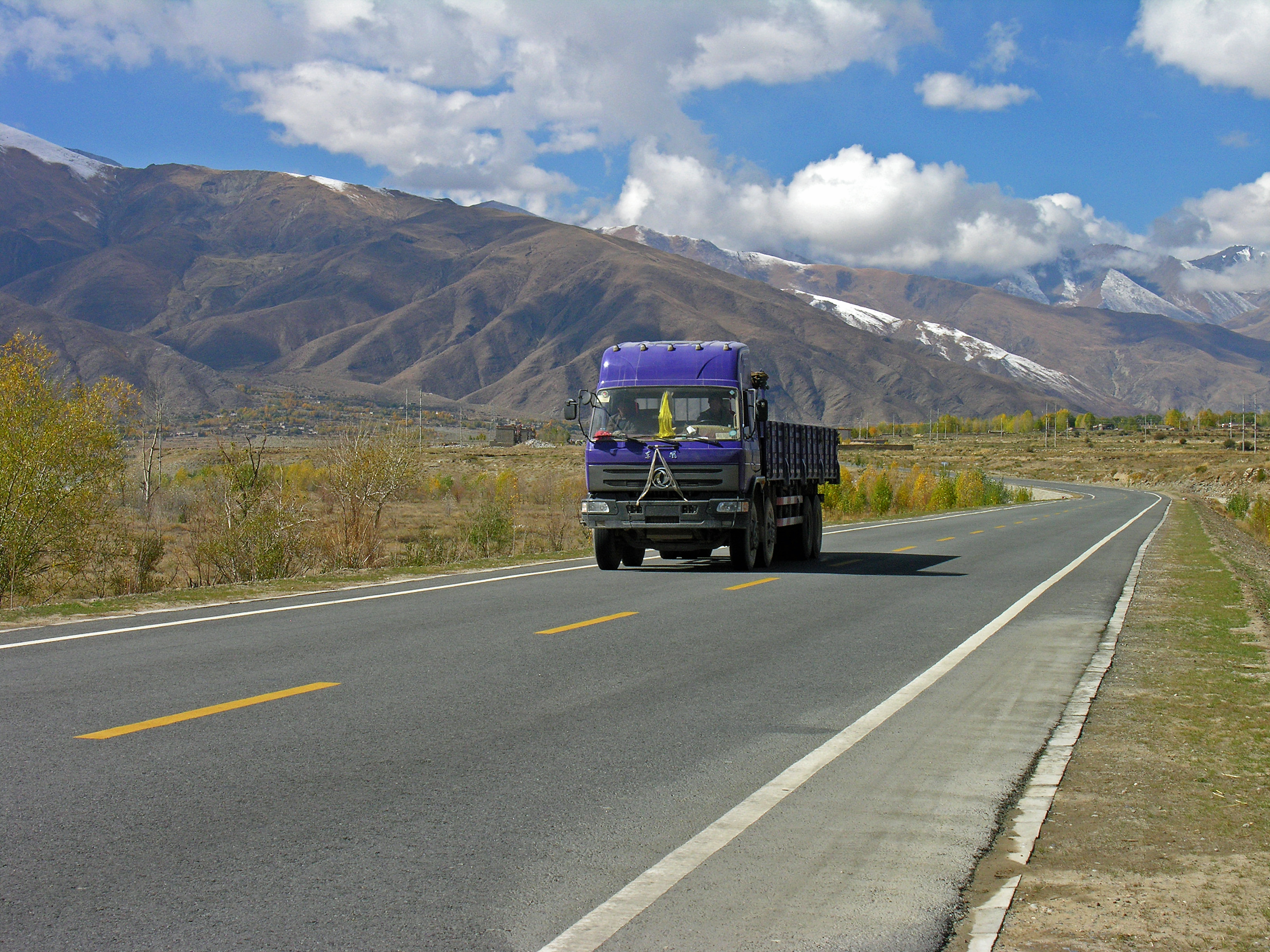
Un camion Dongfeng Motor au Tibet

Pendant la Guerre de Corée, il était nécessaire d'utiliser des camions sur le champ de bataille. Le ministère des Machines a prévu une usine pour construire une imitation du camion GAZ-51. Il était initialement prévu que ce soit dans le District de Qingshan, puis révisé dans le District de Wuchang, également à Wuhan. En 1955, ces sites furent ignorés car trop vulnérables aux raids aériens, et Chengdu fut choisi comme site proposé. Ce raisonnement est également évoqué dans un ordre de Mao Zedong; dans le cadre de sa stratégie du "troisième front ", néanmoins le plan sera abandonné en raison de difficultées économiques.
En 1957, le Hunan a été choisi comme site pour l'usine de camions proposée, car la région du bassin du Yangtsé de la province ne possédait pas encore d'industrie lourde. En 1960, les préparatifs commencèrent sur le site de Shiyan, mais furent brusquement interrompus. À mesure que l'économie chinoise s'améliorait et qu'à la suite de la scission sino-soviétique, la production de camions militaires revint sur le devant de la scène et la construction de la Second Automobile Works (第二汽车制造厂) a été inclus dans le troisième plan quinquennal en 1965.
L'entreprise a été officiellement fondée en 1969 dans un village de 100 habitants, qui deviendra plus tard la ville de Shiyan. Cet endroit éloigné a été choisi car sa topographie se composait de plus de 40 vallées peu profondes, permettant de dissimuler les usines, tout en étant également sur le tracé de la chemin de fer Xiangyang-Chongqing. En raison de son emplacement à la campagne, isolé et doté d'un équipement limité, l'entreprise n'a réussi à produire que 200 automobiles en 1972,.

### Production de masse (1975-2000)

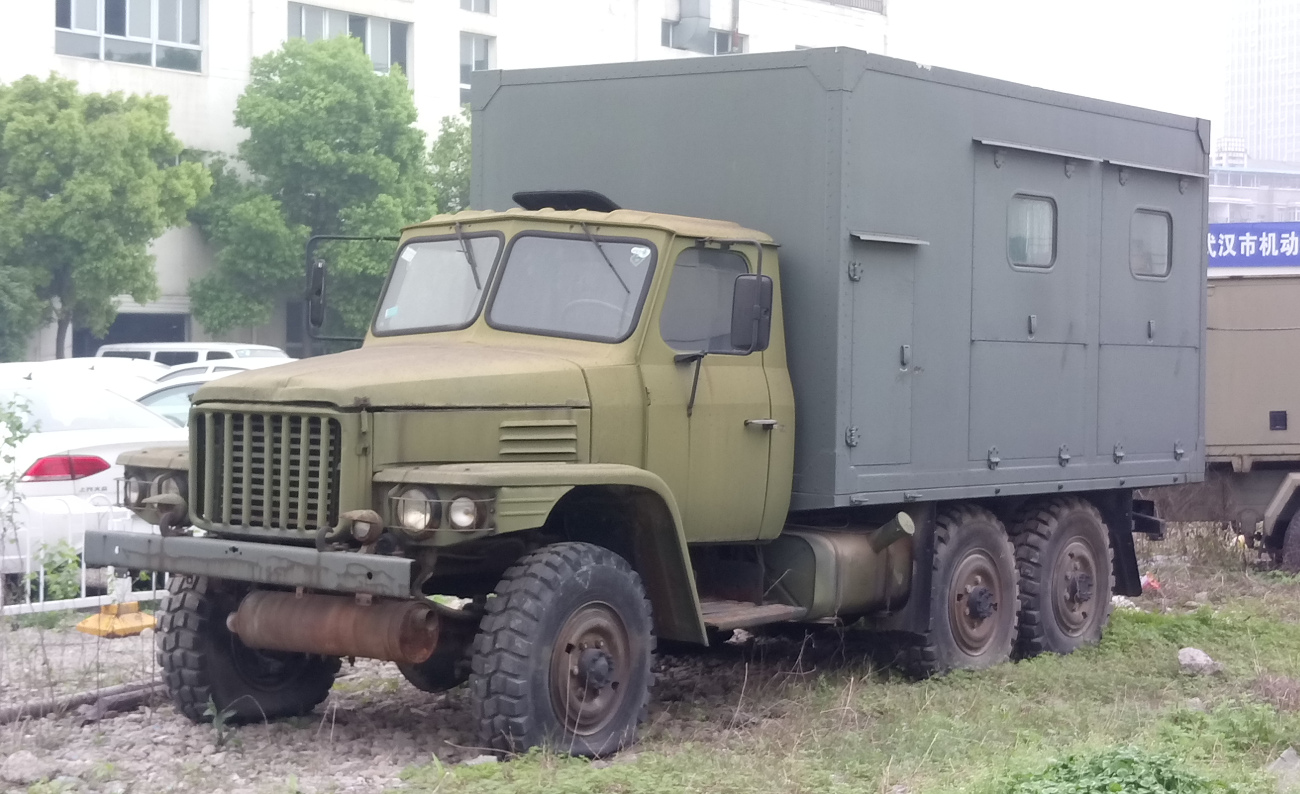
Dongfeng EQ240

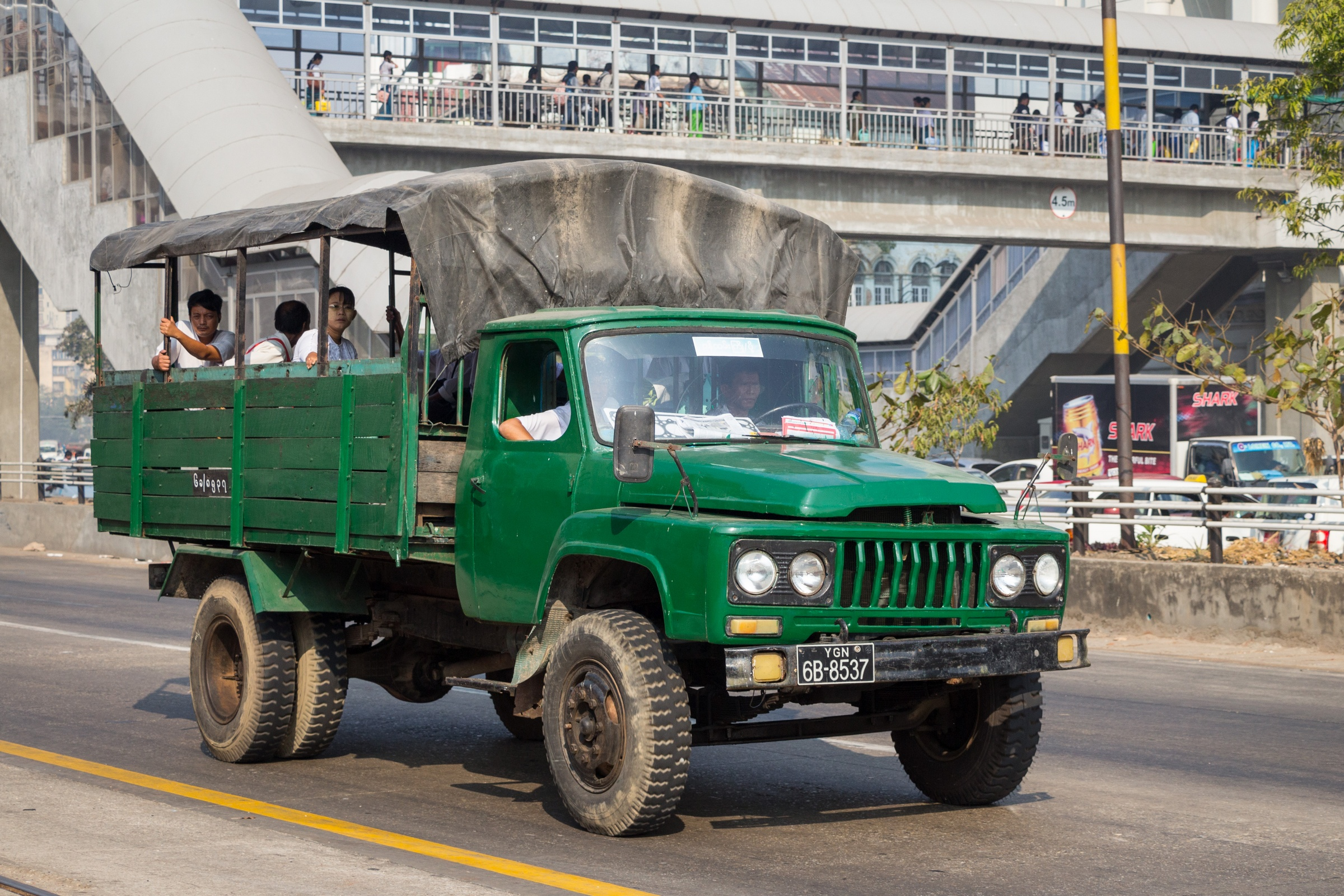
Dongfeng EQ140

En 1975, le premier camion Dongfeng EQ240 de 2,5 tonnes a été produit, suivi du modèle EQ140 de 5 tonnes en 1978, qui était également le premier camion civil du entreprise,. À son apogée, l'EQ140 détenait une part de marché nationale de 66 %. En 1986, Dongfeng a dépassé les 100 000 véhicules produits chaque année. En 1987, un nouveau modèle de 3 tonnes a été lancé.
Dongfeng, qui fabriquait traditionnellement des véhicules commerciaux, représentait en 2001 environ 73 % de la production de Dongfeng. En 2012, ce chiffre s'était inversé et 73 % des produits fabriqués étaient des voitures particulières. Cependant, le pourcentage des offres destinées aux consommateurs était probablement inférieur, car le nombre de voitures particulières peut inclure des microvan, de minuscules véhicules utilitaires très populaires en Chine.
Entre 1978 et 1985 parallèlement aux réformes économiques chinoises instituées par Deng Xiaoping, Dongfeng est passé du statut de fabricant de deux camions lourds with fragmented operations and ownership into a single, centrally managed enterprise. Ce processus comprenait le placement de toutes les opérations de Dongfeng – de la fabrication de pièces détachées à l’assemblage de véhicules – sous le contrôle d’une seule entité commerciale et la fusion de six bases de production de camions ainsi que d’un certain nombre d’autres sociétés auparavant contrôlées par les gouvernements provinciaux. Après 1985, d'autres réformes ont eu lieu qui ont permis à Dongfeng une plus grande autonomie ; l'entreprise a été soustraite au contrôle administratif direct du gouvernement central.
Au milieu des années 1980, ses actifs avaient triplé par rapport à ceux initialement attribués par l'État en 1981, et la direction souhaitait disposer d'une capacité de production encore plus grande. Mais en 1995, l’entreprise connaît des difficultés financières comme c’est le cas à cette époque de nombreux constructeurs automobiles chinois. La situation était encore désastreuse en 1998, précipitant une restructuration de l'entreprise en 1999.
En 1992, l'entreprise change son nom pour Dongfeng, ou "Vent d'Est" en chinois.

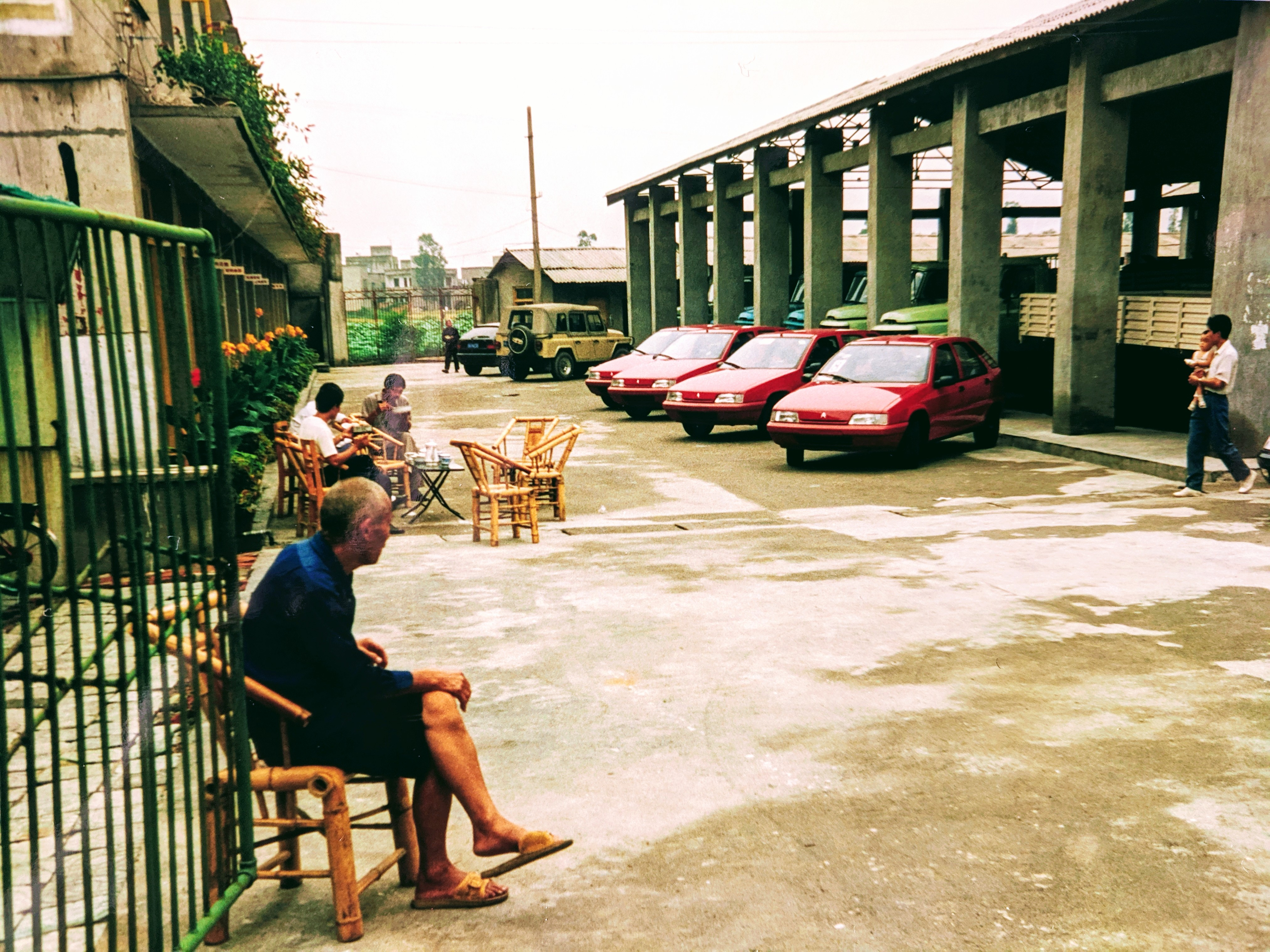
Camions Dongfeng et modèles Citroën Fukang neufs à vendre - à Chengdu 1994

Cette entreprise publique est entré en conflit avec l’autorité aux niveaux national et provincial. Aux côtés de First Automobile Works, le démantèlement réussi de l'Automobile Corporation, une entité du gouvernement central vraisemblablement chargée d'empêcher les pratiques commerciales non compétitives en dictant les volumes de production et en réduisant les achats, ainsi que l'exaspération face au droit de l'État de faire nominations de direction.
Partenaire chinois dans de nombreuses coentreprises sino-étrangères, Dongfeng a initié la plupart de ces efforts de coopération avec des entreprises étrangères au début des années 2000. Mais son premier a été créé en 1992 avec le Groupe PSA. Connue sous le nom de Dongfeng Citroën Automobile Company (DCAC), elle fut le précurseur de l'actuelle Dongfeng Peugeot-Citroën Automobile Limited (DPCA).

### 2000 à 2010

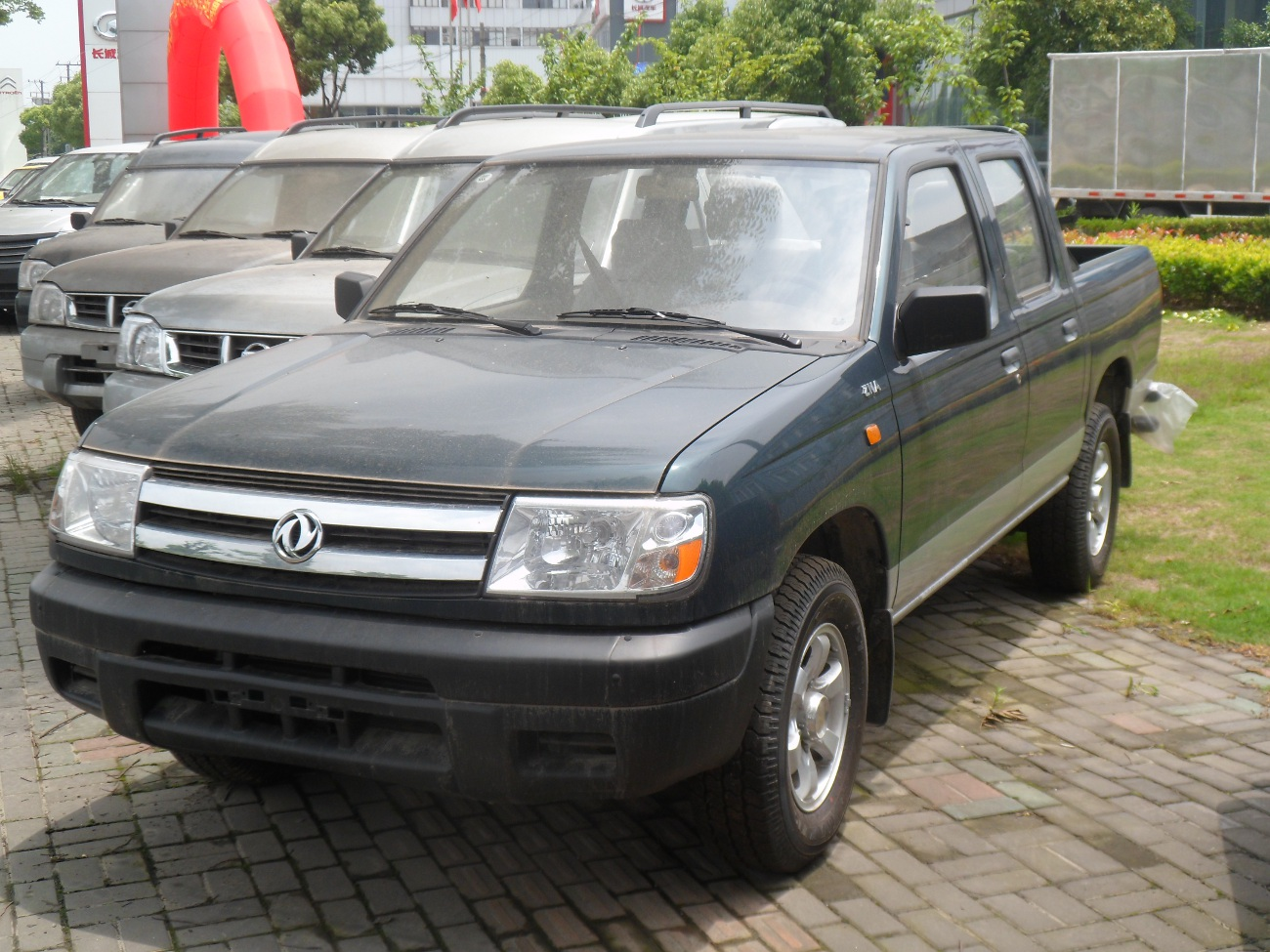
Dongfeng Rich

En 2003, Dongfeng avait créé des coentreprises avec Kia Motors (Dongfeng Yueda Kia, 2002), Honda (Dongfeng Honda, 2003), et Nissan (Dongfeng Nissan, 2003). En 2011, il comptait plus de coentreprises sino-étrangères que tout autre constructeur automobile chinois, et la création en 2013 d'un partenariat avec le français Renault lui permet de conserver aujourd'hui ce titre.
En 2004, la société holding intermédiaire du groupe, Dongfeng Motor Group, est devenue une société cotée à la Bourse de Hong Kong ; Dongfeng Yueda Kia est resté dans la partie non cotée du groupe.
Dongfeng a annoncé en novembre 2006 son intention de vendre ses véhicules au Japon.
En 2009, elle a vendu 1,9 million de véhicules au deuxième rang des constructeurs automobiles nationaux and third overall.

### 2010 à aujourd'hui

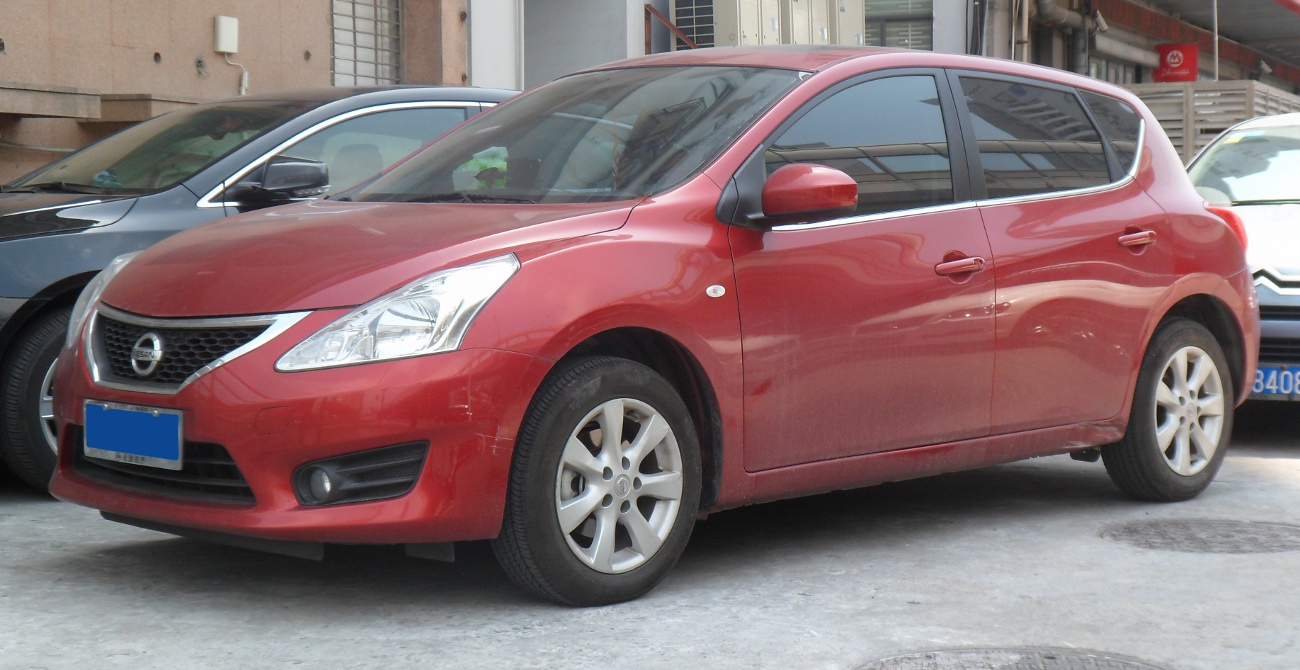
A Dongfeng-built Nissan Tiida

En 2010, l'entreprise a vendu 2,72 millions d'unités, ce qui en fait le deuxième constructeur automobile chinois le plus productif. Elle a déclaré 1,72 million de ventes de véhicules de tourisme la même année.
Les chiffres de production de 2011 placent l'entreprise à la deuxième place, en termes de volume de production, sur son marché national ; Dongfeng a produit 3,06 millions de véhicules cette année-là.
Il s'agissait du deuxième constructeur automobile chinois en 2012 en termes de volume de production, et Dongfeng a fabriqué plus de 2,76 millions de véhicules entiers cette année-là, les voitures particulières représentant 73 % de la fabrication. Le nombre de voitures comptées comme véhicules de tourisme peut cependant confondre les offres de consommation et les minuscules camions et fourgonnettes commerciales connus sous le nom de microvans.
Dongfeng a établi sa première installation de recherche et développement en dehors de la Chine en octobre 2012 lorsqu'elle a acquis une participation de 70 % dans la société d'ingénierie suédoise T Engineering AB.
En décembre 2013, Dongfeng et le constructeur automobile français Renault sont convenus de former une coentreprise à parts égales, Dongfeng Renault Automotive Co Ltd., pour fabriquer des voitures particulières de marque Renault pour le marché chinois. The two partners agreed to invest an initial 7.76 billion yuan (US$1.27 billion) in the venture, which became Dongfeng's sixth joint venture with a foreign automaker—the most of any Chinese automaker.
En février 2014, la société déficitaire PSA Peugeot Citroën, partenaire de la coentreprise de Dongfeng depuis 1992, a été recapitalisée, Dongfeng Motor Group prenant une participation de 14 %.

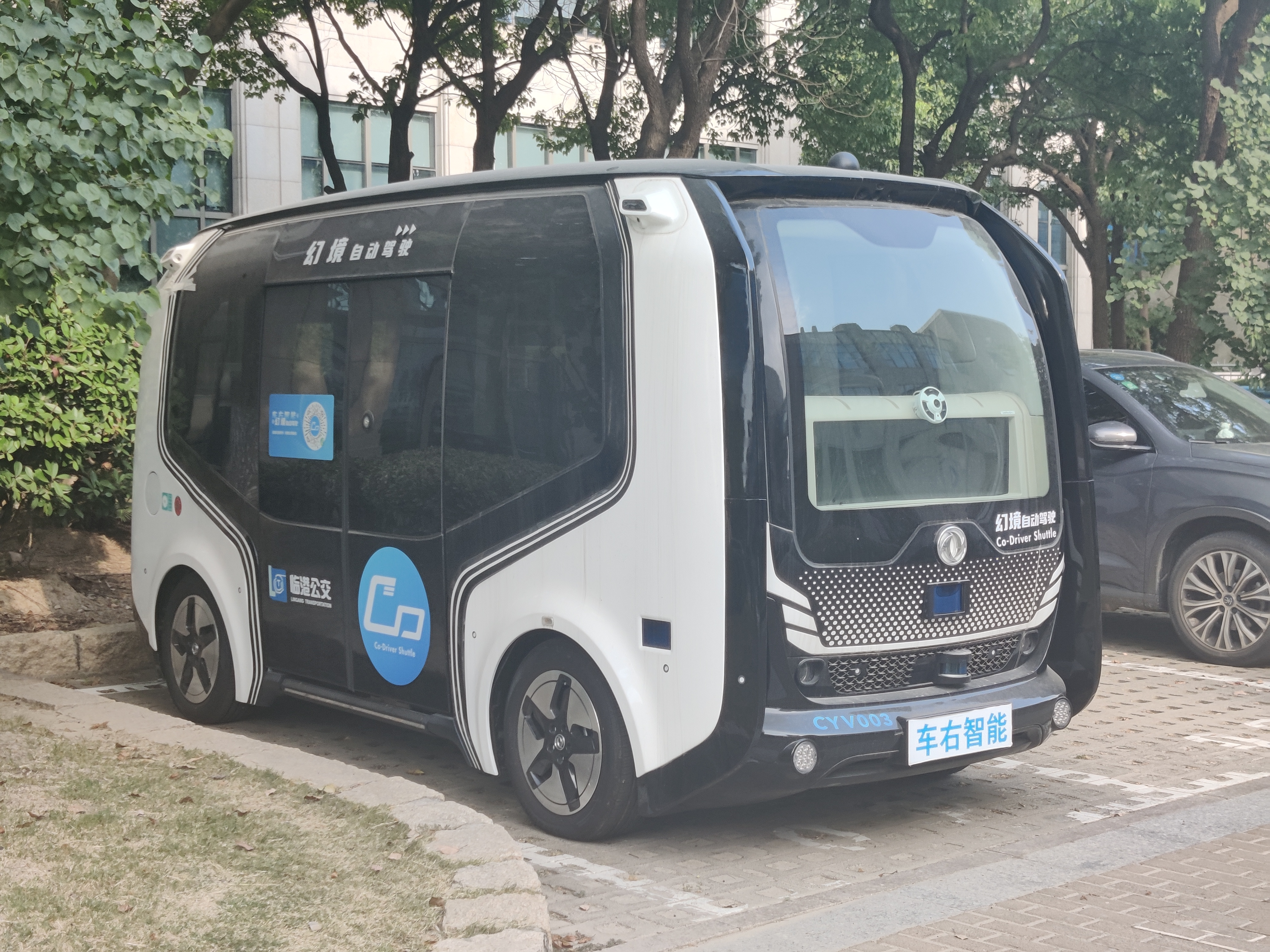
Dongfeng Sharing-VAN

En 2017, il a été annoncé que Dongfeng Motor Corporation serait réincorporée en tant que société à responsabilité limitée, rebaptisée 东风汽车集团有限公司, qui ne diffère de sa filiale Dongfeng Motor Group que par le mot 股份) (actions).
En 2020, Dongfeng a dissous ses entreprises Dongfeng Renault, Dongfeng Yulon et s'est retirée de Dongfeng Yueda Kia en 2021.
Le 12 juin 2020, la version produite en série du Dongfeng Sharing-VAN 1.0 est sortie de la chaîne de production de son centre technique, démontrant le véhicule autonome compatible 5G de Dongfeng avec des applications de niveau 4.

## Structure organisationnelle

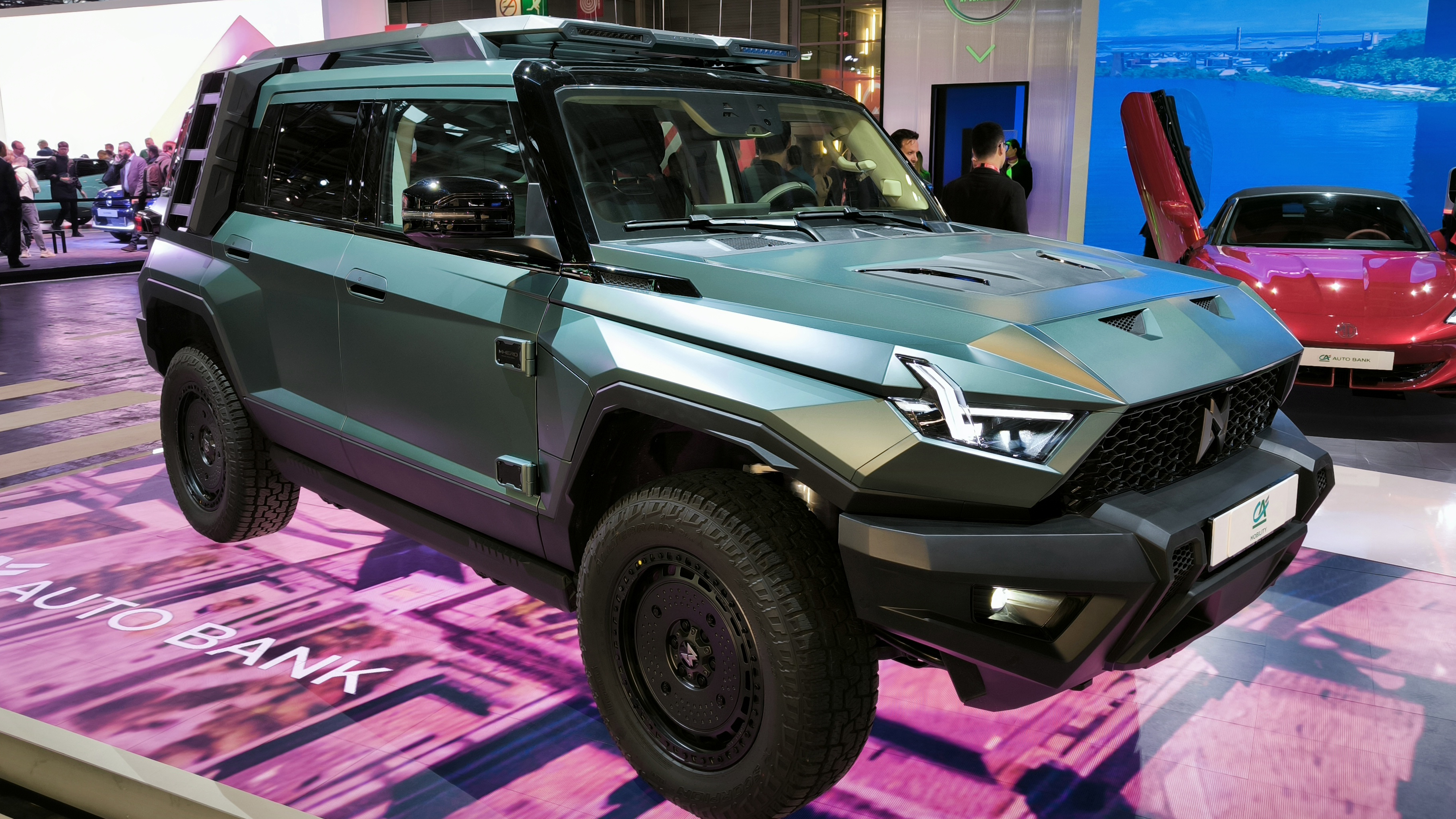
Dongfeng MHero 1

### Dongfeng Motor Corporation (DFM)
Dongfeng Motor Corporation (DFM) est la société mère ultime utilisant le nom Dongfeng et est directement contrôlée par la Commission de surveillance et d'administration des actifs publics du Conseil d'État.

### Dongfeng Motor Group (DFG)
Dongfeng Motor Group (DFG) est une filiale cotée détenue majoritairement (66,86 %) par Dongfeng Motor Corporation. La filiale Dongfeng Motor Group (DFG) est responsable de plusieurs coentreprises avec des constructeurs automobiles étrangers, tels que Dongfeng Motor Company Limited (DFL ou communément appelé Dongfeng Nissan), Dongfeng Honda Automobile, Dongfeng Peugeot-Citroën Automobile.
Parmi les coentreprises, DFL (ou Dongfeng Nissan), créée en 2003, est la plus grande et vend des véhicules de marque Nissan sous sa division Dongfeng Nissan Passenger Vehicle Company (DFN). La division DFN produit également des voitures sous les marques Infiniti et Venucia. En 2017, DFL a acquis 51 % du capital de Zhengzhou Nissan (total 79,651 %) auprès de sa propre filiale (à l'époque) Dongfeng Automobile Company Ltd. (DFAC) pour consolider les opérations de Nissan en Chine sous DFL.

### Dongfeng Commercial Vehicle (DFCV)
Dongfeng Commercial Vehicle (DFCV) est une coentreprise à parts égales entre Dongfeng Motor Corporation et Volvo qui produit des camions mi-lourds sous la marque Dongfeng. Elle a été créée en 1975 par Dongfeng Motor Corporation et a été transférée à DFL en 2003. En 2013, DFL a revendu l'activité de camions moyens-lourds à Dongfeng Motor Corporation, qui a ensuite formé la coentreprise avec Volvo en 2015.

### Dongfeng Automobile Company Ltd. (DFAC)
Dongfeng Automobile Company (DFAC) est une filiale cotée détenue à 55 % qui produit des véhicules utilitaires légers sous la marque Dongfeng. Elle a été créée en 1998 par Dongfeng Motor Corporation et a été transférée à DFL en 2003, qui détenait une participation de 60,1 %. En 2022, DFL a retransféré 29,9 % de sa participation à Dongfeng Motor Corporation, qui en a ensuite acheté 25,1 % supplémentaires à d'autres investisseurs, obtenant une participation majoritaire de 55 %, rationalisant entièrement toute la production de véhicules utilitaires sous le contrôle direct de Dongfeng Motor Corporation. Elle dispose d'une coentreprise à parts égales pour produire des moteurs diesel Cummins, connue sous le nom de Dongfeng Cummins Engine Co. Ltd.

## Marques
Dongfeng vend des véhicules sous différentes marques. D'autres marques peuvent être associées à des produits fabriqués ou assemblés par des coentreprises qui voient des entreprises étrangères coopérer avec Dongfeng afin d'accéder au marché chinois.

### Voyah
Voyah (岚图) est une marque de véhicules électriques haut de gamme relevant directement de Dongfeng Motor Corporation, spécialisée dans la conception et le développement de véhicules électriques.

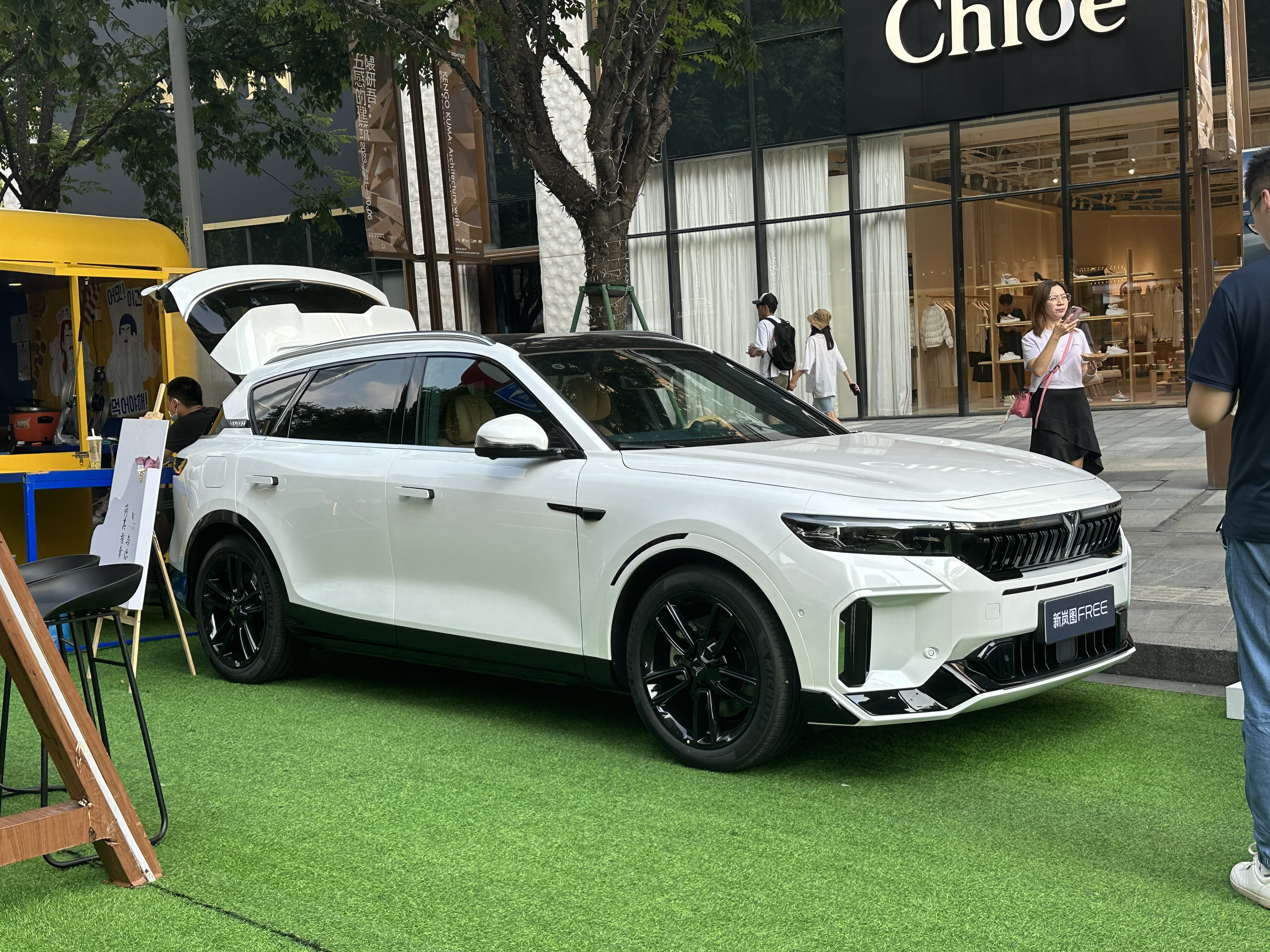
Voyah Free
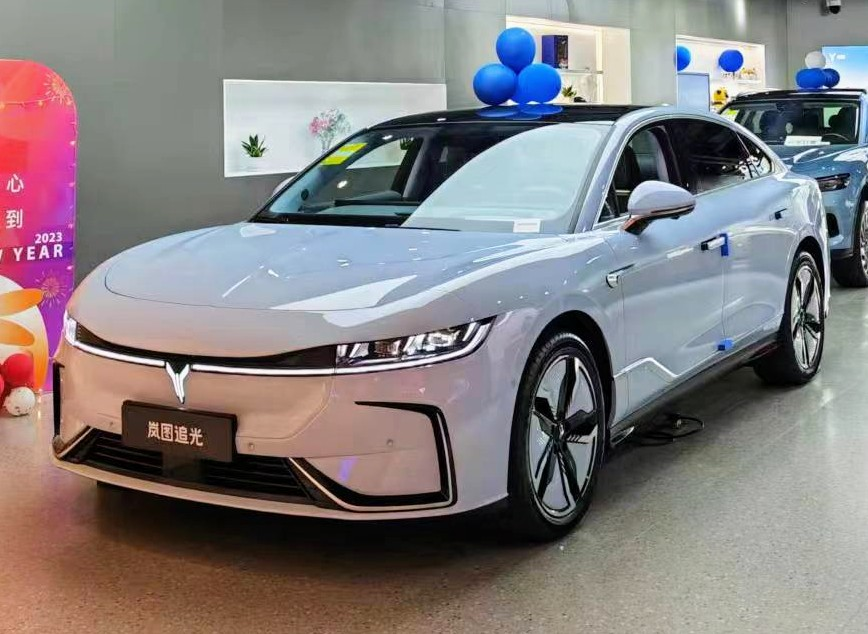
Voyah Passion
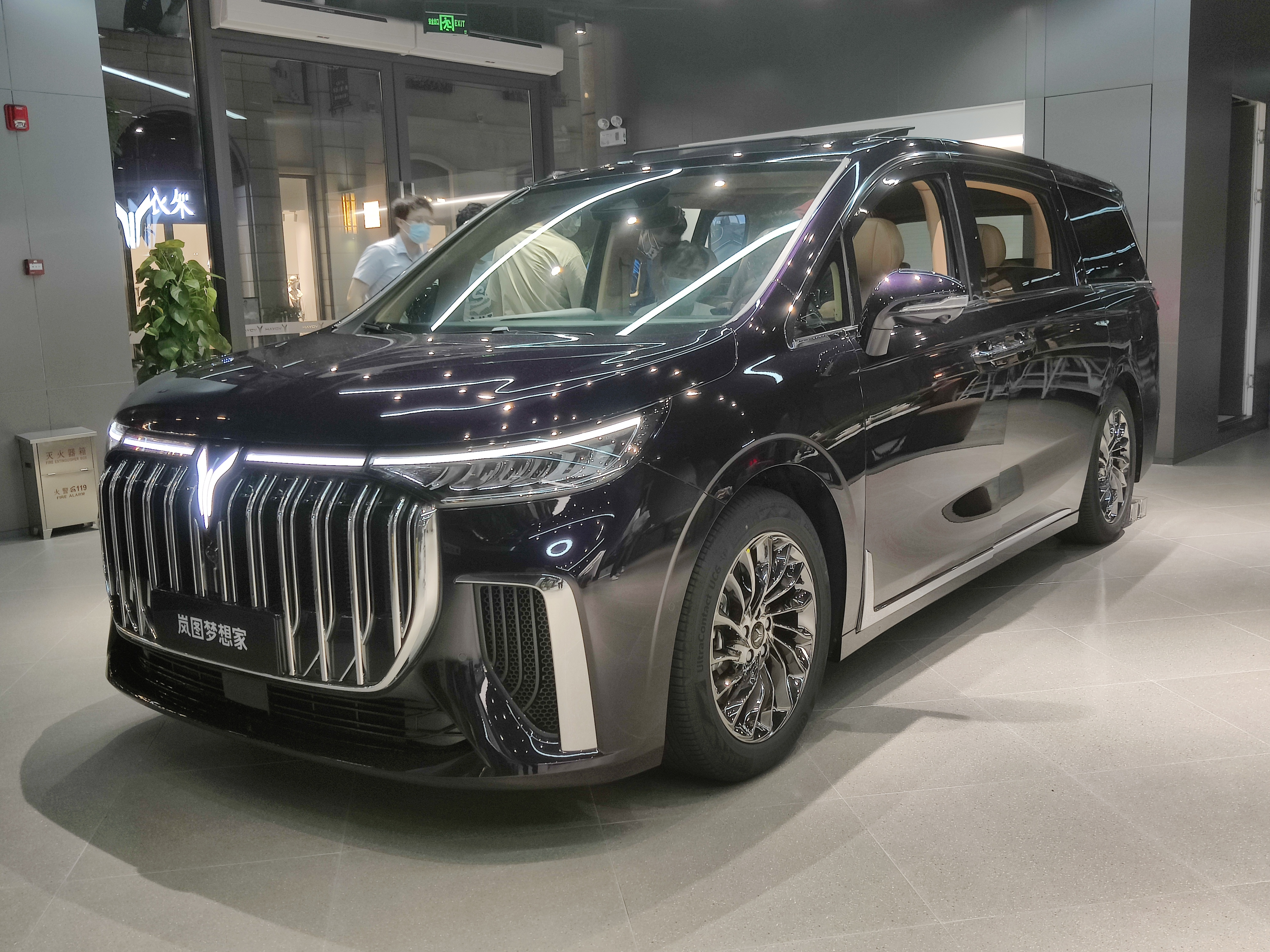
Voyah Dreamer

### M-Hero (Mengshi)
M-Hero (Mengshi 猛士, traduction littérale : guerrier) est la marque de Dongfeng pour les véhicules tout-terrain de luxe hautes performances. Mengshi était autrefois une ligne de véhicules militaires du groupe Dongfeng et est entrée sur le marché civil en 2021 avec le lancement de la version civile Mengshi M50, un tout-terrain militaire. En 2023, la marque a dévoilé son premier tout-terrain de luxe pleine grandeur M-Hero 917, un EV/EREV hautes performances.
- M-hero 917 (2023-present), full-size SUV
- M-hero M800 (to commence), full-size SUV
- Dongfeng Mengshi M50 (2021-present), full-size pickup
- Dongfeng Mengshi MS600 (2023-present), full-size pickup/SUV

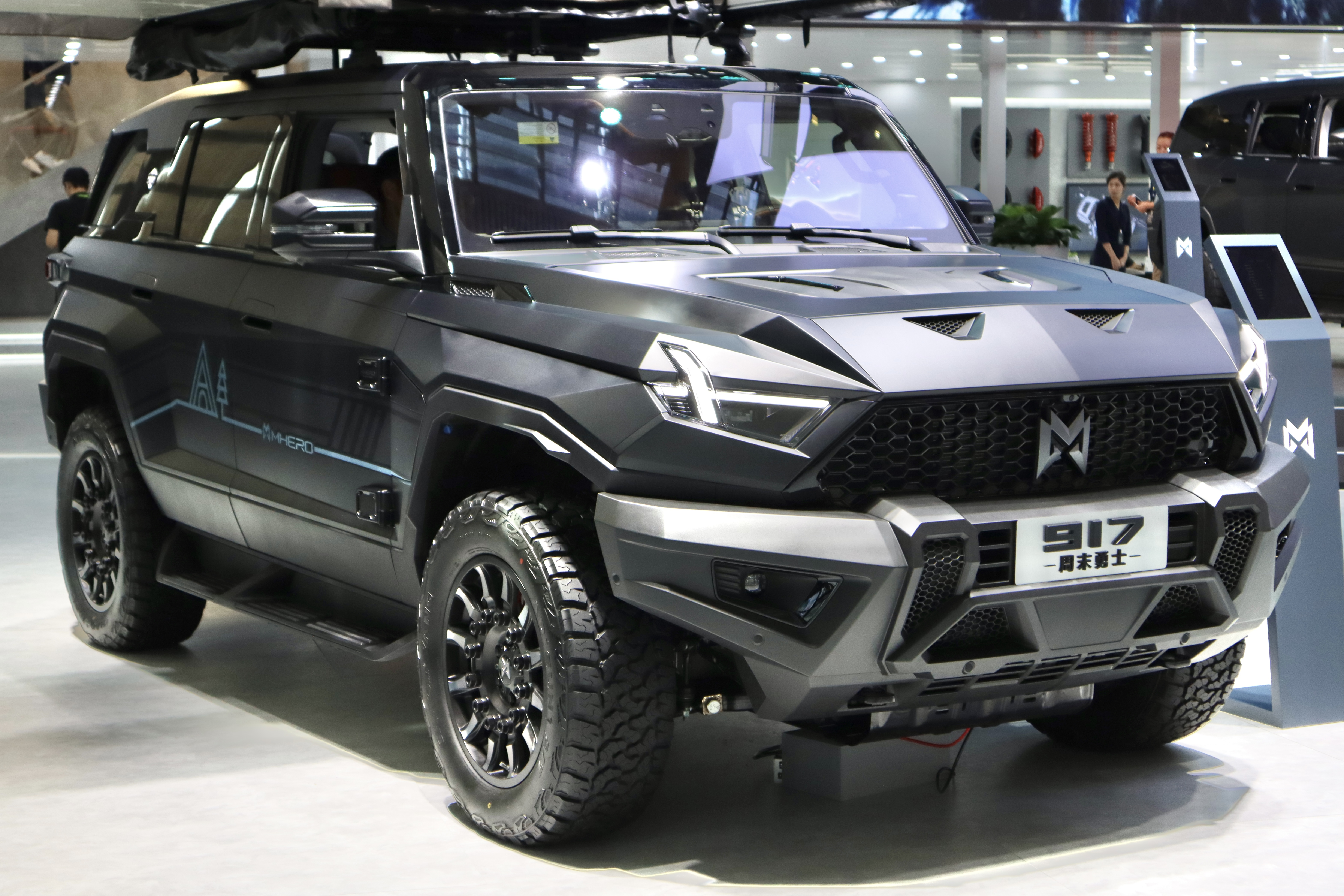
M-hero 917
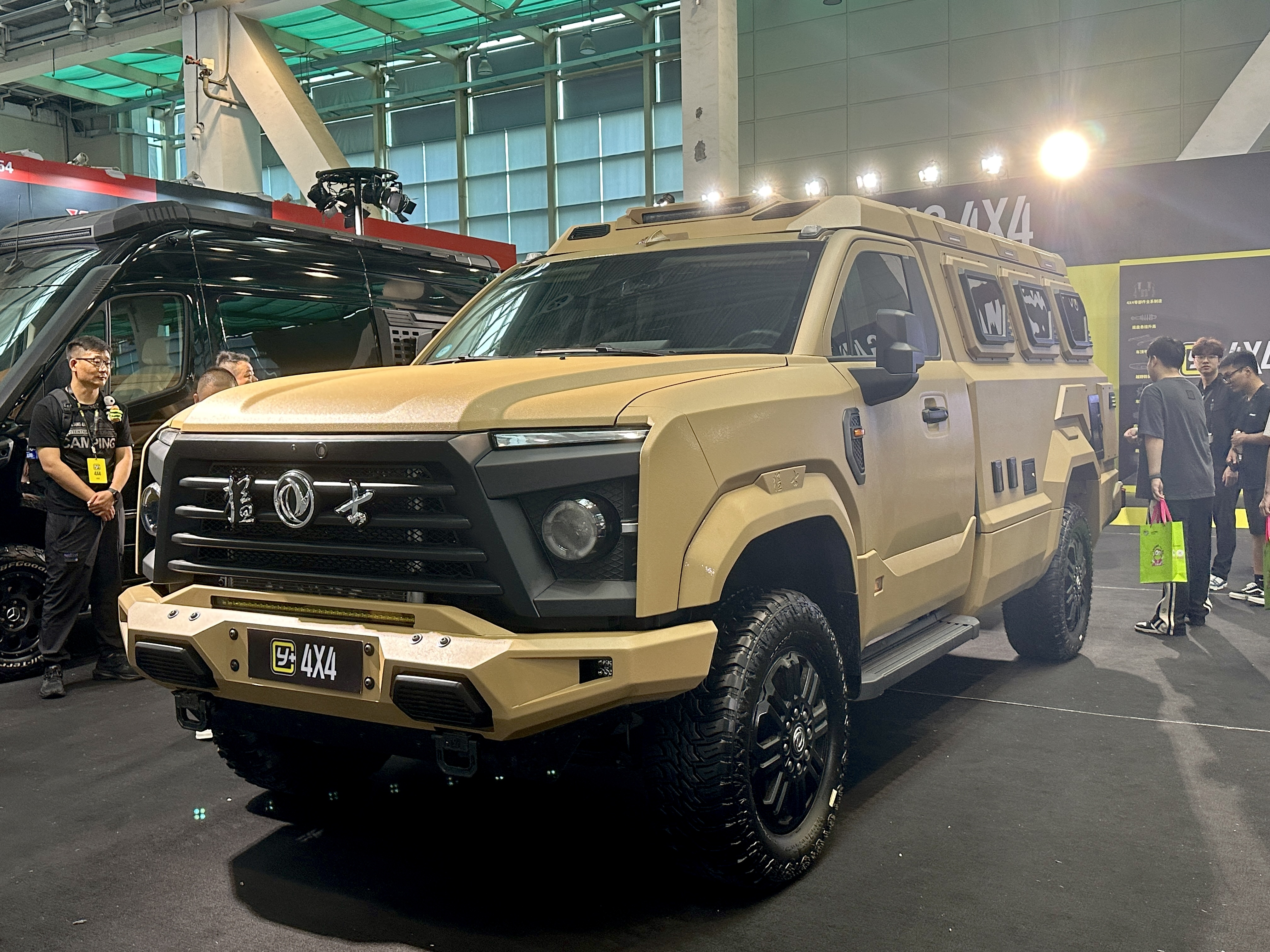
Dongfeng Mengshi MS600

### La marque "Dongfeng"
En août 2023, Dongfeng Motor a annoncé la restructuration de ses marques filiales Aeolus, Nammi et eπ. Les trois marques ont été regroupées en une seule marque « Dongfeng », qui s'est unifiée dans la gestion du marketing et de la production. Les trois marques sont devenues des sous-marques et ont continué à utiliser des marques indépendantes.

#### Aeolus (Dongfeng Fengshen)
Aeolus a été lancé en juillet 2009 sous le nom chinois Fengshen (风神), et a ensuite été renommé Aeolus comme nom anglais. Plusieurs modèles au cours des années 2010 ont été produits avec le soutien de PSA Peugeot Citroën et dans les mêmes usines qui fabriquent ses produits de marques Peugeot et Citroën pour le marché chinois. L'Aeolus S30 a peut-être été le premier exemple de Dongfeng utilisant son propre logo « Dual Sparrows » en combinaison avec son nom.
En août 2023, Aeolus est devenue une sous-marque sous une marque unifiée Dongfeng mais reste sa marque indépendante.

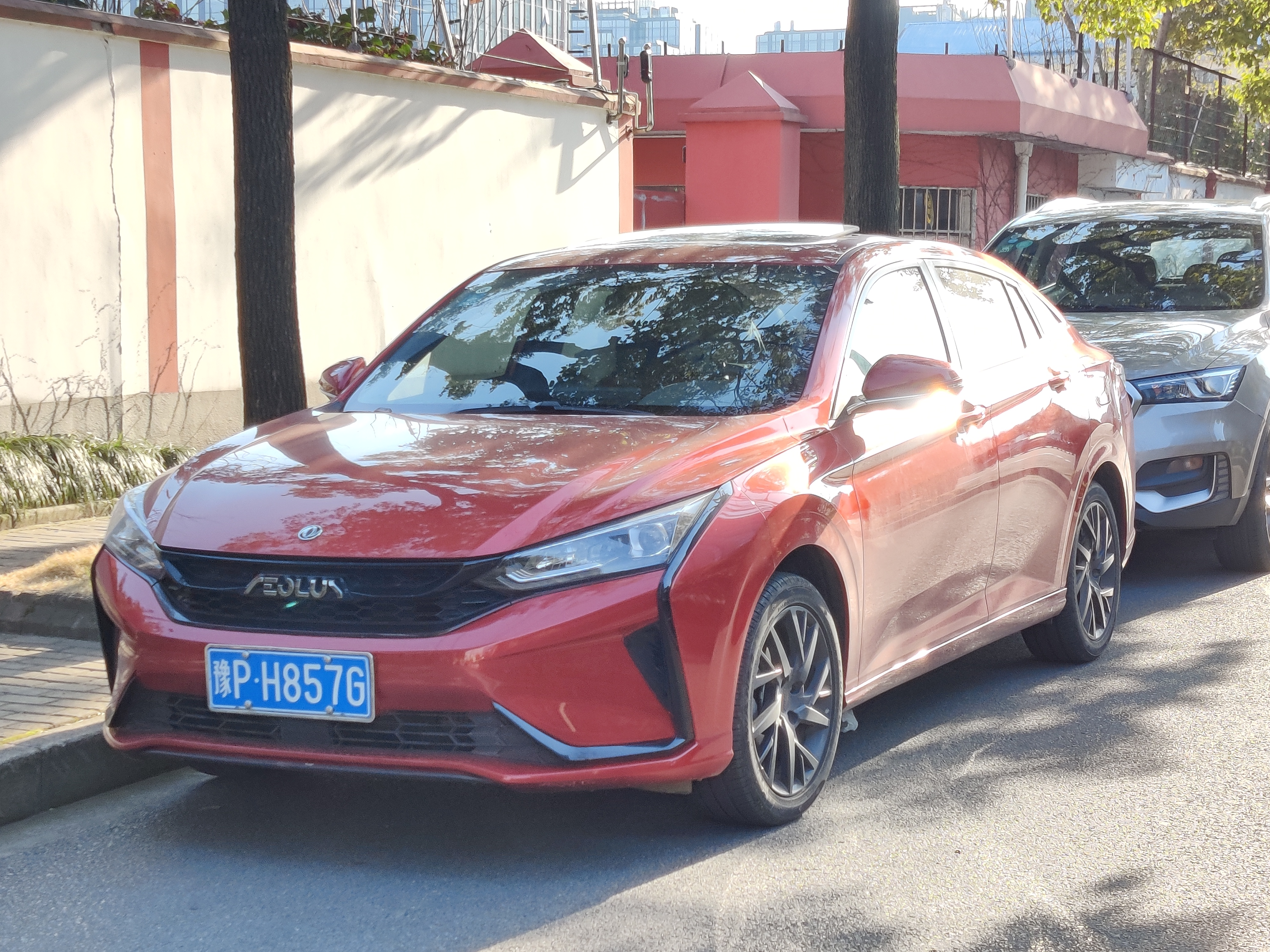
Aeolus Yixuan
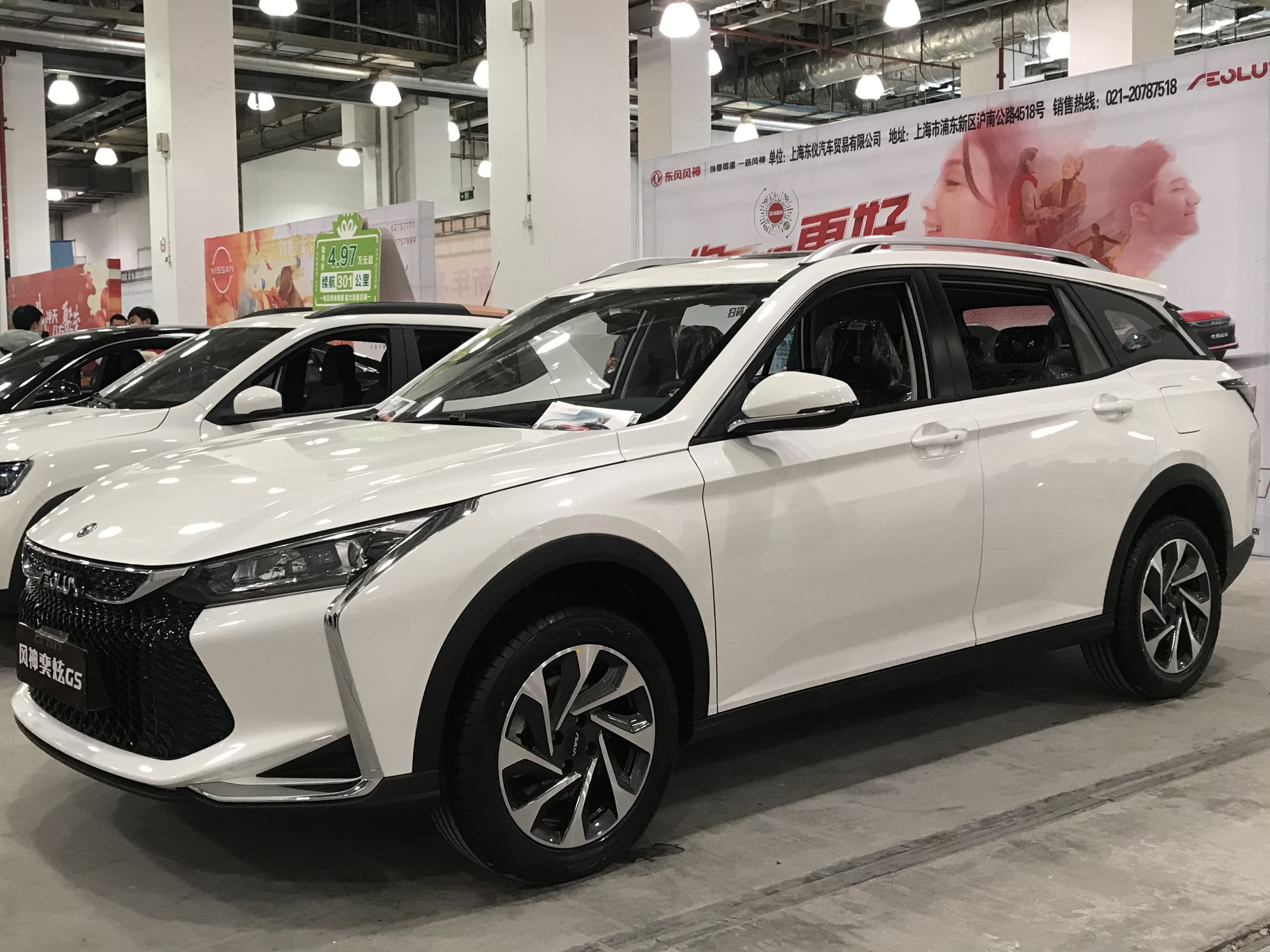
Aeolus Yixuan GS
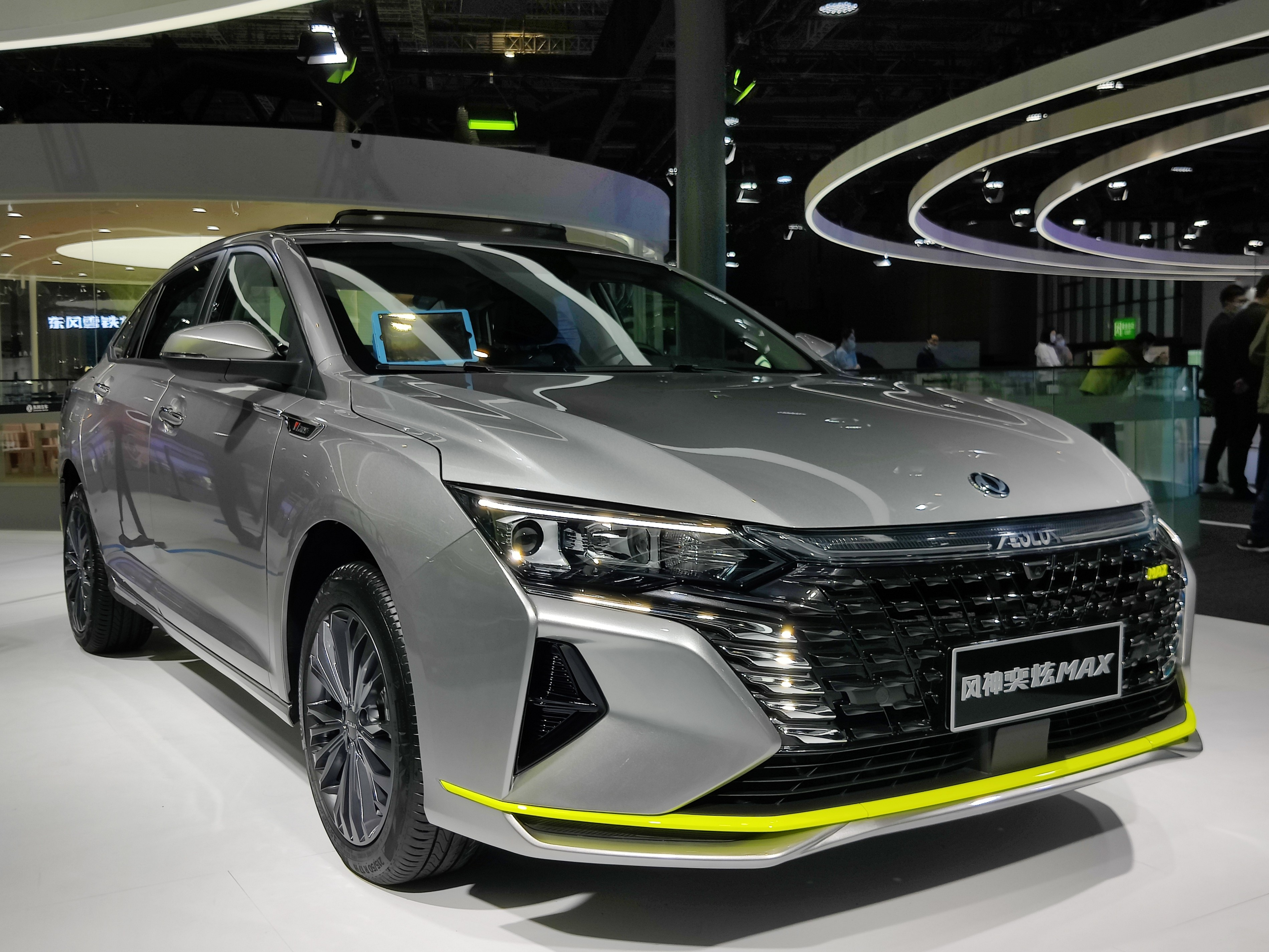
Aeolus Yixuan Max
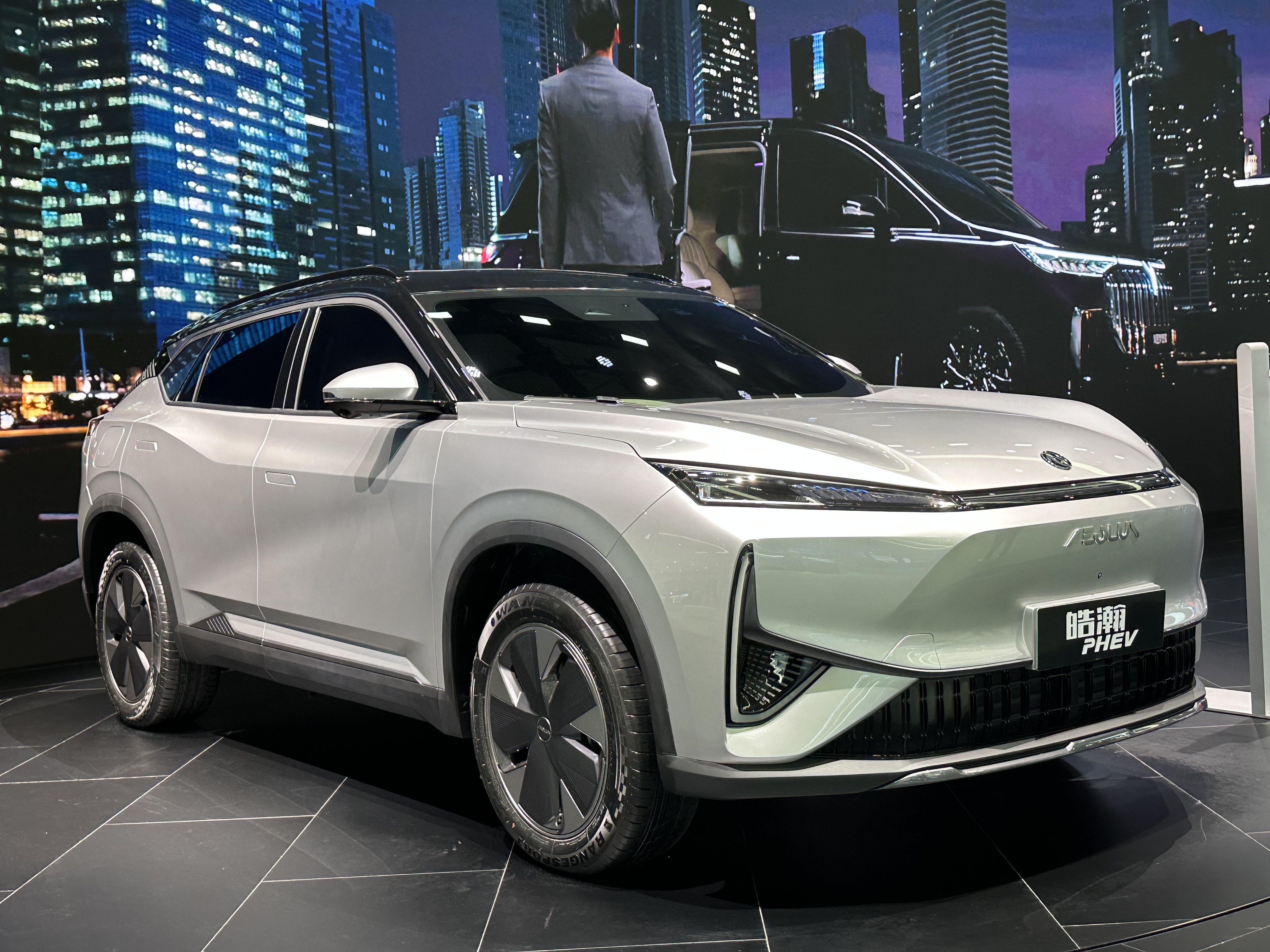
Aeolus Haohan
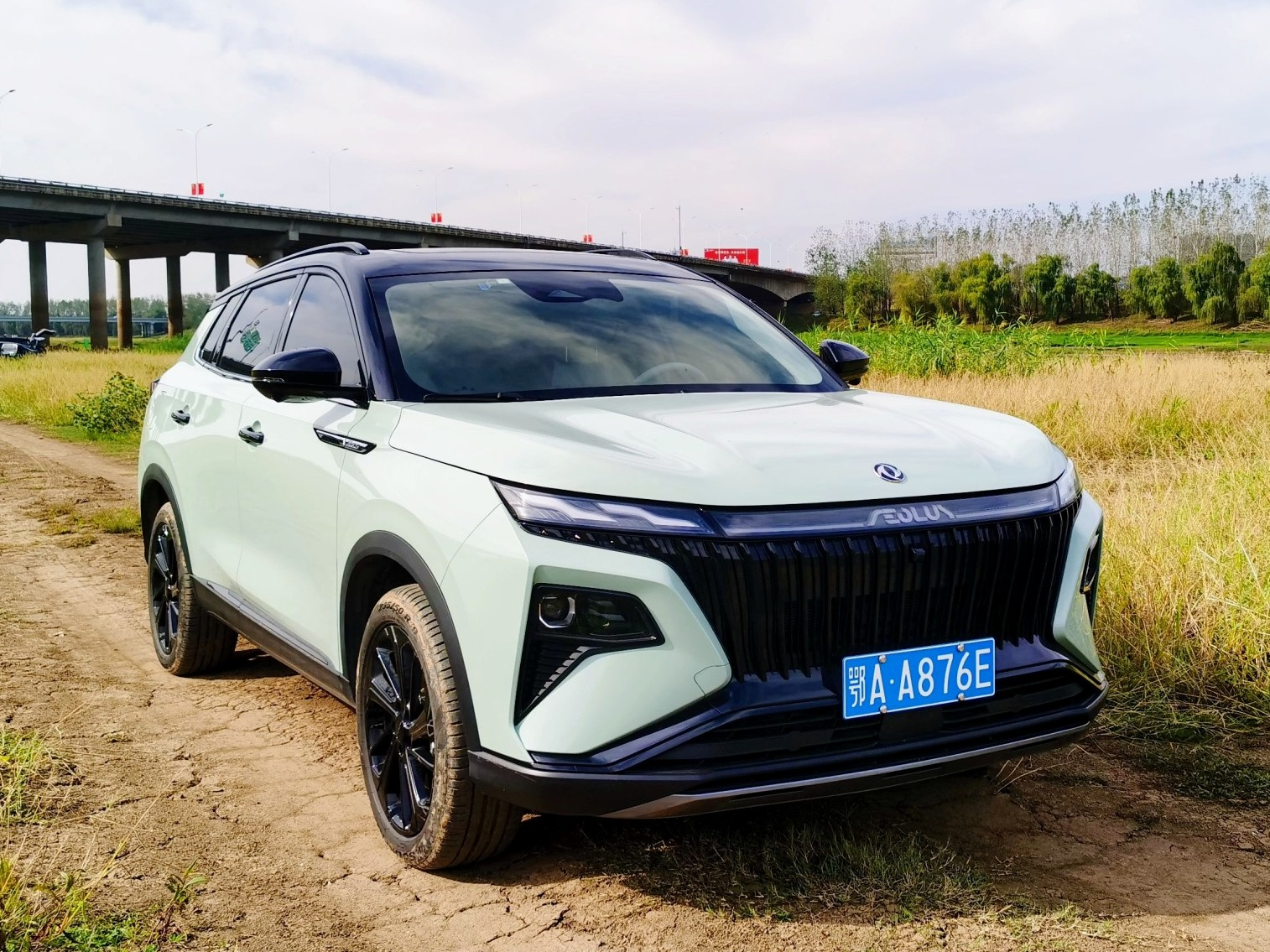
Aeolus Haoji
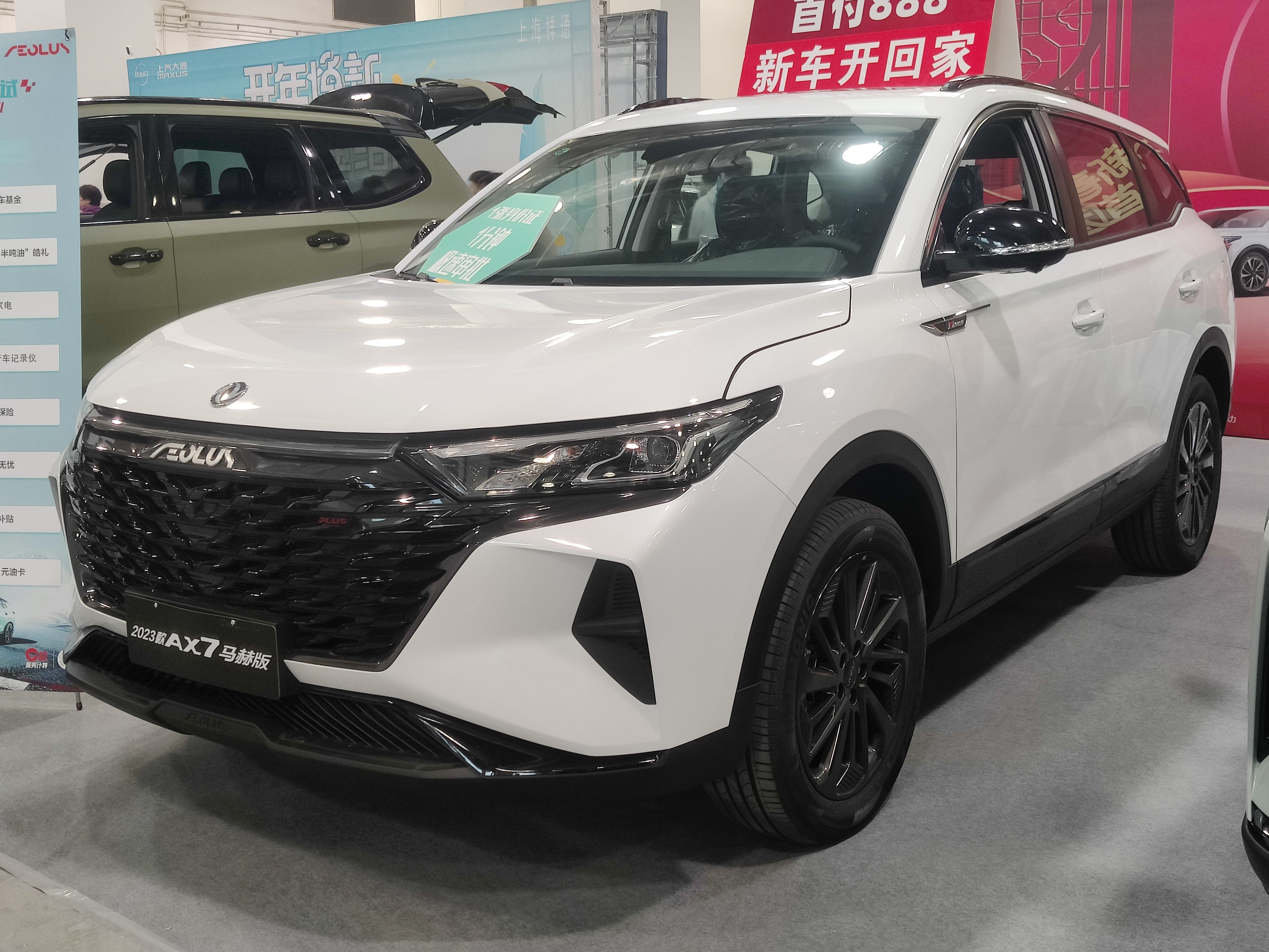
Aeolus AX7 Plus

#### Dongfeng eπ
Dongfeng eπ est la sous-marque de véhicules électriques haut de gamme sous la marque Dongfeng. Le premier concept-car Dongfeng eπ a fait ses débuts au Salon de l'auto de Pékin 2018, et son prototype s'appelait autrefois Aeolus eπ01.
En août 2023, Dongfeng Motor a annoncé la consolidation de la marque One Dongfeng. Les Dongfeng eπ, Aeolus et Dongfeng Nammi sont devenues des sous-marques sous la marque Dongfeng.
- Dongfeng Eπ 007 (pour commencer), berline intermédiaire[47]

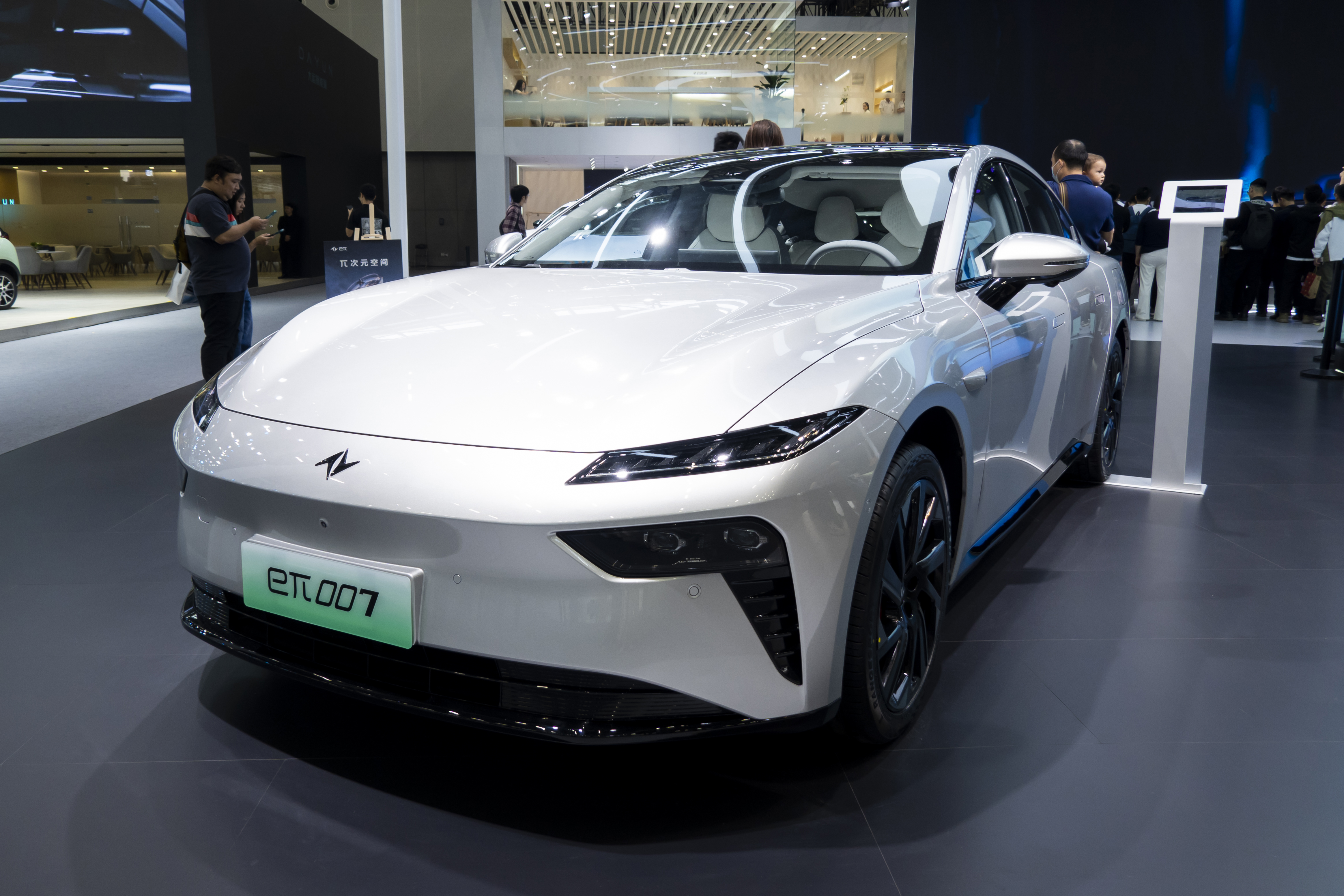
eπ 007

#### Dongfeng Nammi
Dongfeng Nammi (anciennement connu sous le nom de Dongfeng EV ou Dongchuang Zilian) est la marque de Dongfeng pour les véhicules électriques économiques. L'entreprise vend auparavant le véhicule produit par eGT New Energy Automotive, une coentreprise entre Dongfeng et l'Alliance Renault-Nissan sur le marché chinois. En 2023, son capital a été augmenté et renommé Dongfeng Nammi, passant d'une société de vente à une société dotée de capacités de production.

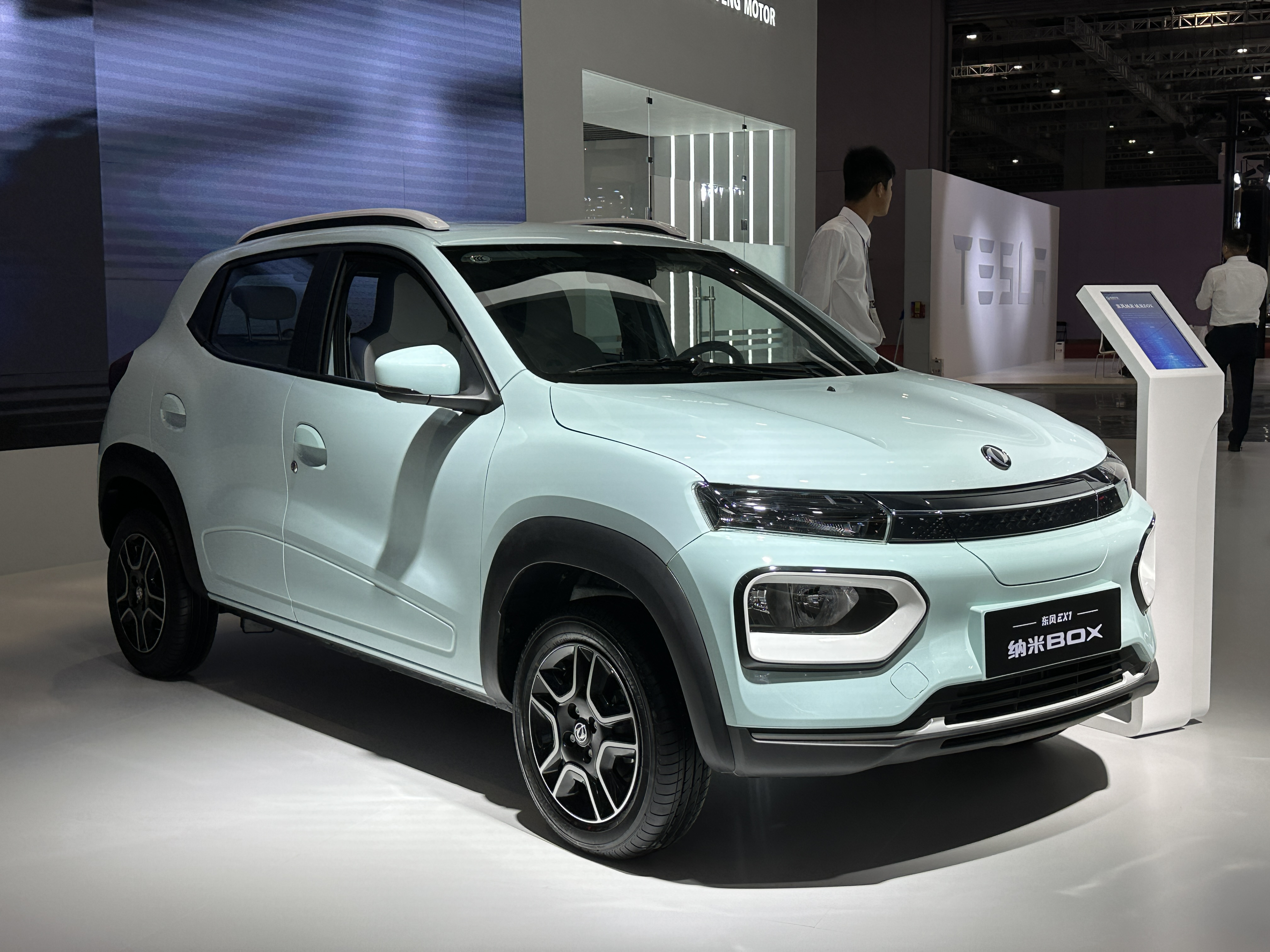
Dongfeng Nano Box
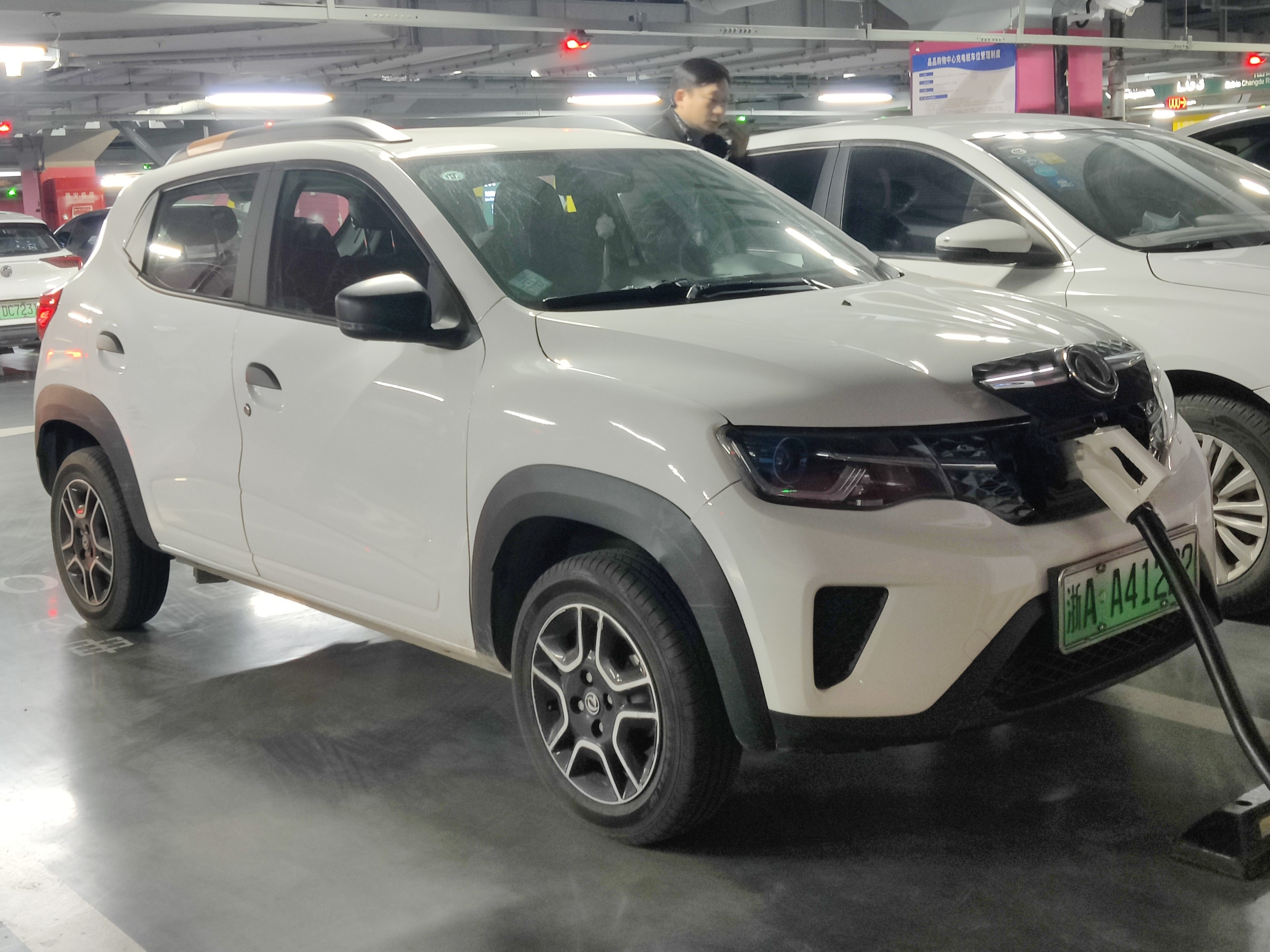
Dongfeng EX1
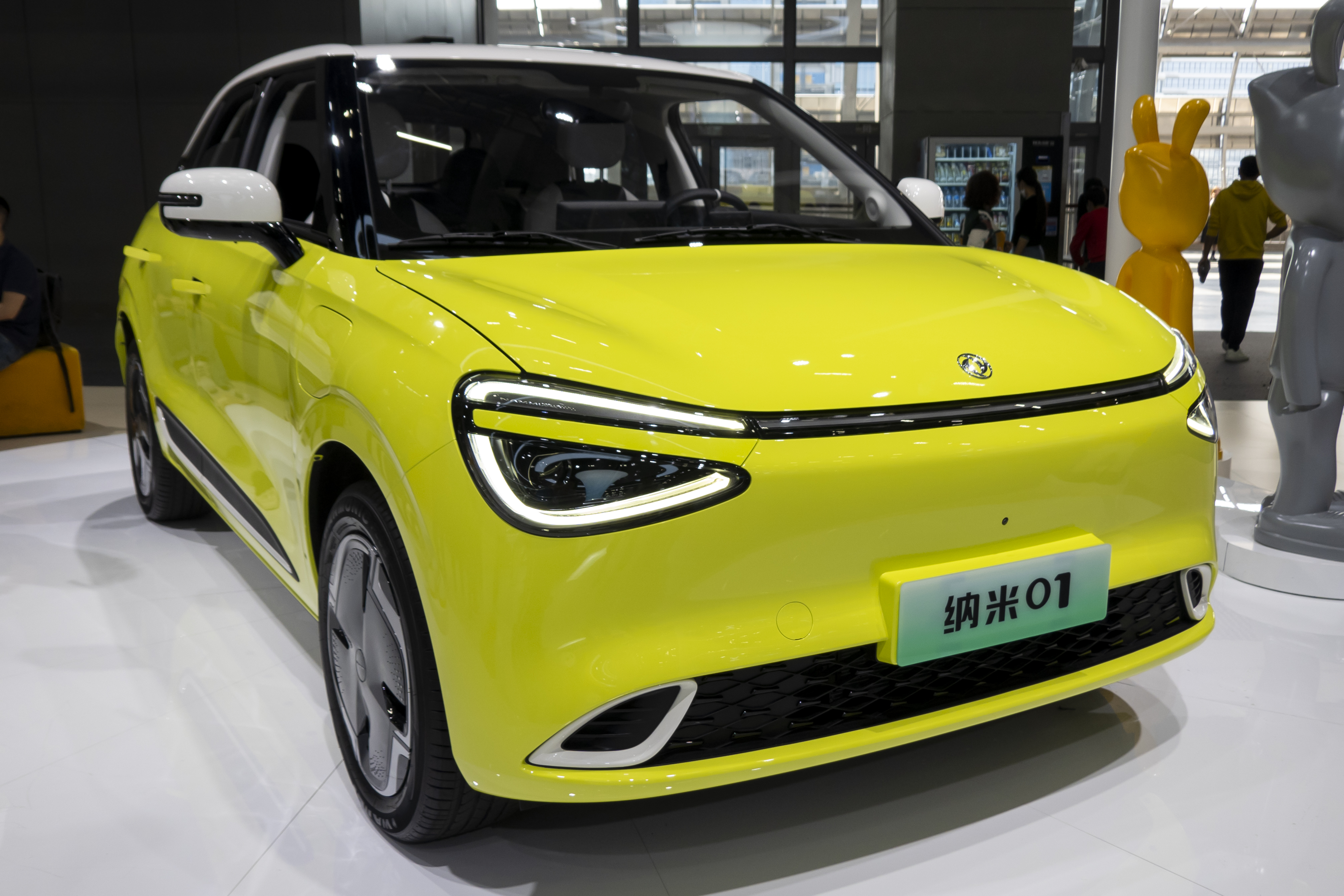
Dongfeng Nammi 01

### Forthing (Dongfeng Fengxing)
Dongfeng Liuzhou Motor est une filiale du groupe Dongfeng Motor, située dans la ville de Liuzhou, Guangxi, Chine. Les véhicules de tourisme produits par Dongfeng Liuzhou Motor portent la marque Forthing.

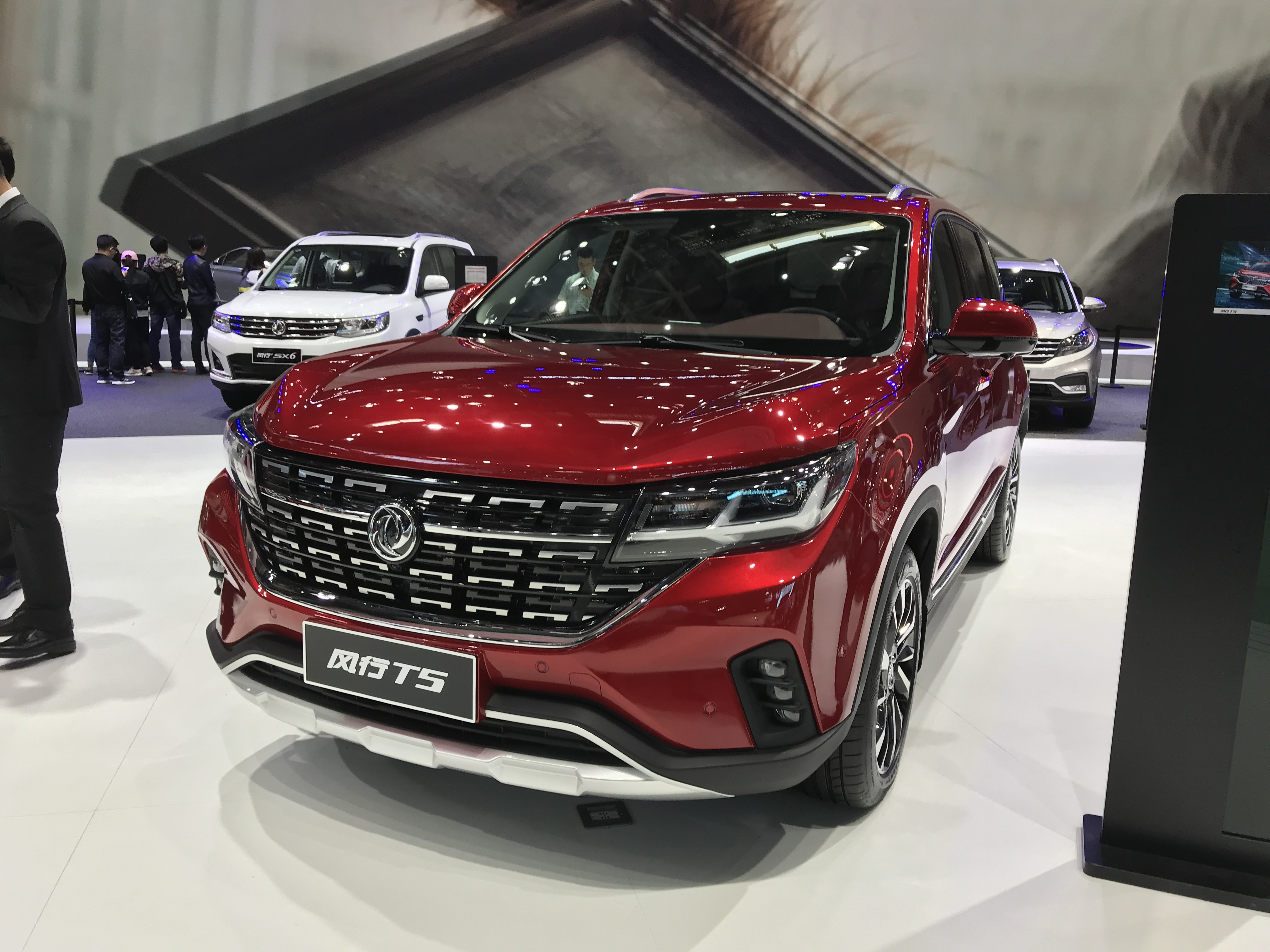
Forthing T5
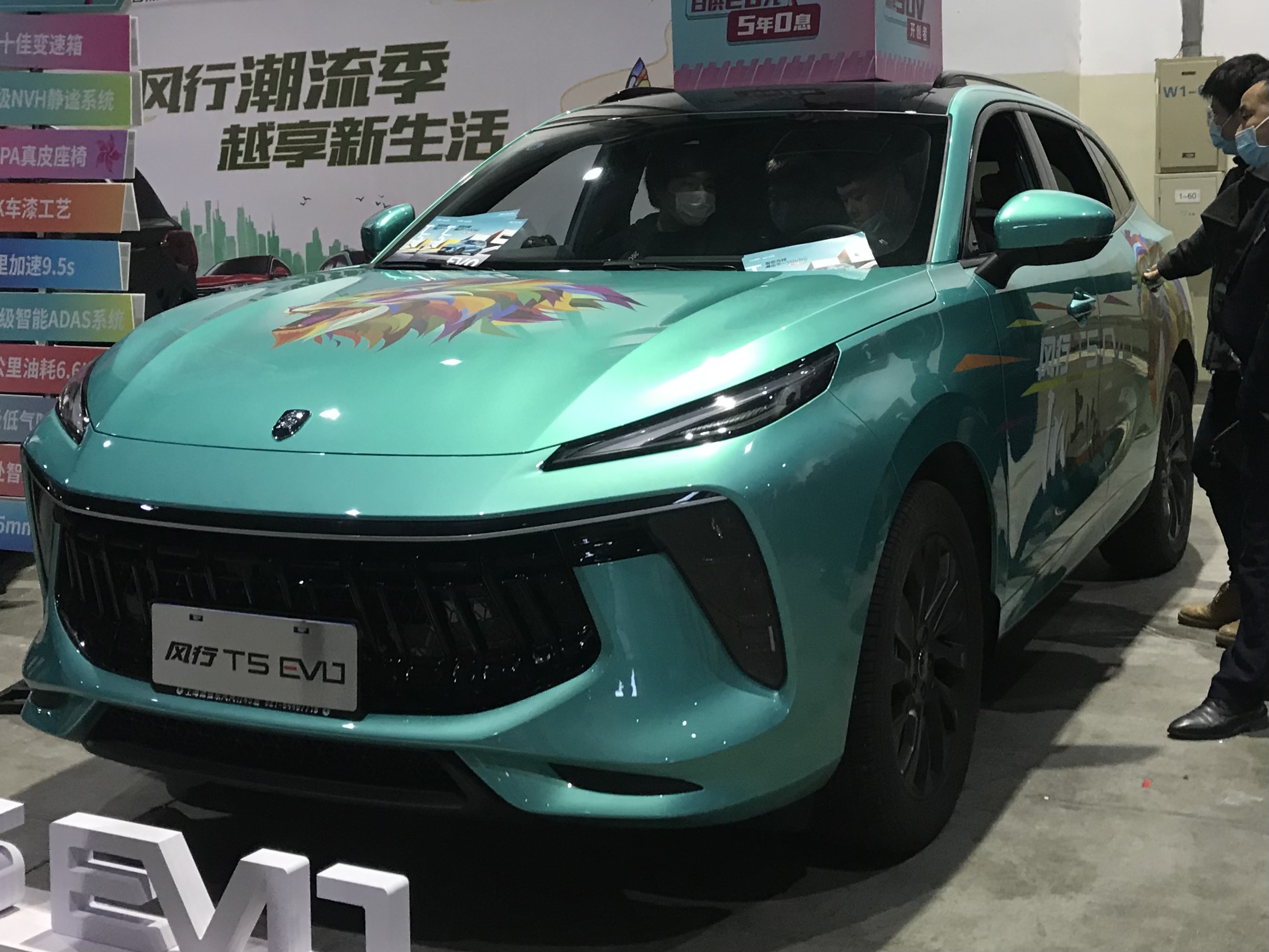
Forthing T5 Evo
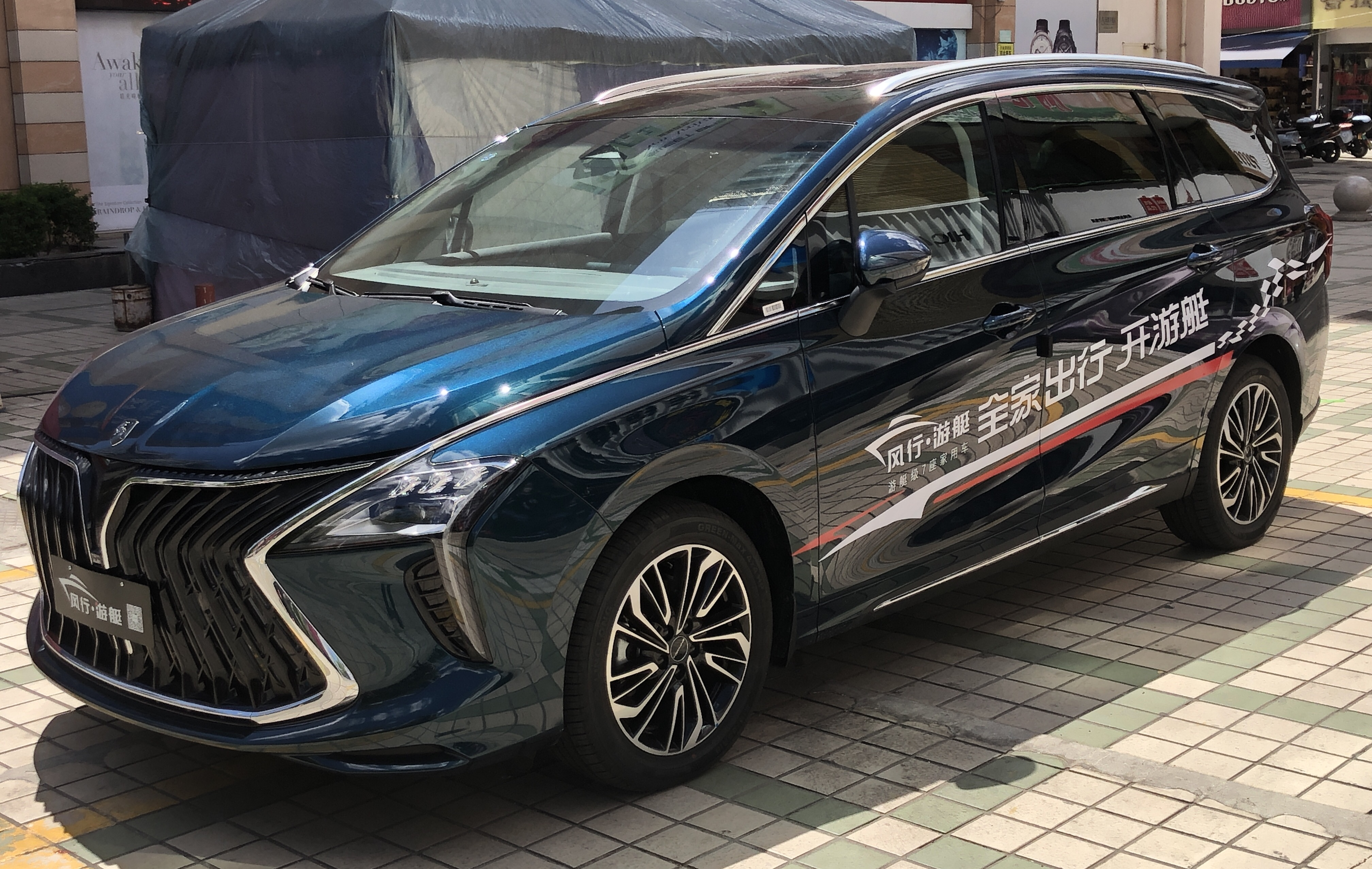
Forthing Yacht
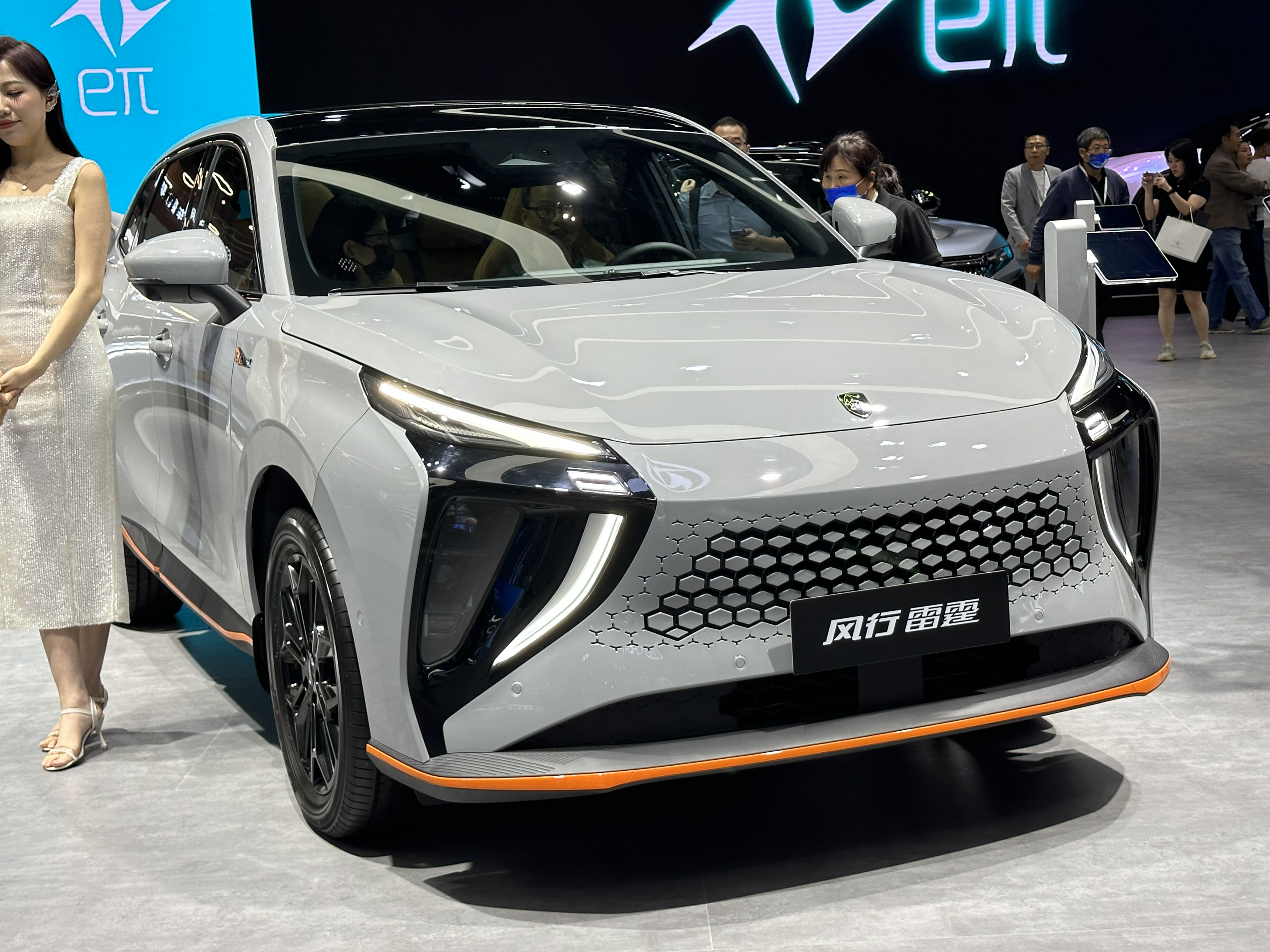
Forthing Leiting
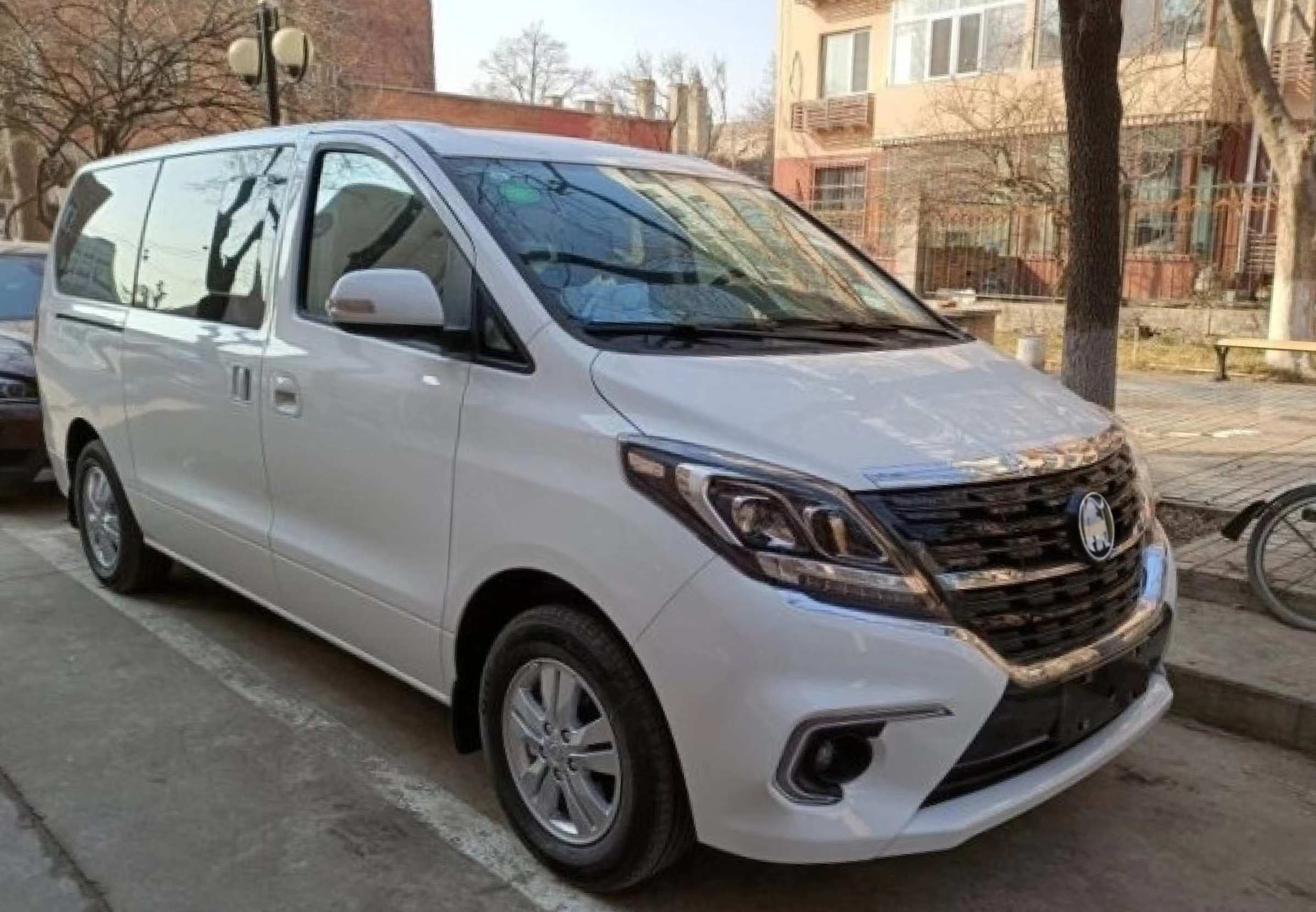
Forthing M7

## Coentreprises
Dongfeng est le partenaire chinois de nombreuses coentreprises fabriquant des camions et des voitures.
- eGT New Energy Automotive (2017-présente)

- Dongfeng Honda (2003-présente)
- Dongfeng Nissan (2002-présente)
  - Venucia (2010-présente)

- Dongfeng Fengdu (2023-présente)

### Coentreprises cédées
- DFSK (2003-présente)

### Coentreprises abandonnées
- Dongfeng Renault (2013-2020)
- Dongfeng Yulon (2008-2020)
- Dongfeng Yueda Kia (2002-2021)